# Saison 5 d'American Horror Story
Chronologie
Saison 4 :
Freak Show Saison 6 : Roanoke
American Horror Story: Hotel est la cinquième saison de la série d’anthologie American Horror Story. Le premier épisode fut diffusé le 7 octobre 2015, la série quant à elle avait été renouvelée en octobre 2014 et le thème de l’hôtel avait été annoncé en février 2015. Cette saison est la première à ne pas avoir dans son casting une des actrices principales : Jessica Lange. En revanche, plusieurs membres des castings précédents sont de retour : Evan Peters, Sarah Paulson, Denis O’Hare, Lily Rabe, Kathy Bates, Angela Bassett, Chloë Sevigny, Finn Wittrock, Wes Bentley, Gabourey Sidibe, Mare Winningham, Matt Bomer, John Carroll Lynch et Anthony Ruivivar ainsi que les nouveaux membres : Lady Gaga et Cheyenne Jackson. 
L’aspect d’anthologie de cette saison est extrêmement mis en avant de par ses liens avec la saison 1 (Murder House) et la saison 3 (Coven), la Murder House apparaît d’ailleurs réellement ainsi que son propriétaire originel le Docteur Charles Montgomery (Matt Ross), l’agent immobilier chargé de sa vente (Christine Estabrook) et la médium Billie Dean Howard (Sarah Paulson) sans oublier de mentionner une apparition de Queenie (Gabourey Sidibe).
L’intrigue est centrée autour de l’énigmatique Hôtel Cortez à Los Angeles, en Californie, lequel attire l’attention d’un enquêteur intrépide, John Lowe. L’hôtel est l’antre de l’étrange et du bizarre grâce à son propriétaire, la Comtesse (Lady Gaga), qui est une dictatrice de la mode littéralement assoiffée de sang. Cette saison comporte également deux tueurs, l’un que l’on nomme Le Tueur aux Dix Commandements qui justifie ses actions en les reliant aux écritures bibliques ; et le Démon de l’addiction, qui erre dans l’hôtel avec un cône-godemichet. 
Selon les créateurs de la série Brad Falchuk et Ryan Murphy, thématiquement parlant, cette saison est beaucoup plus noire que les précédentes et reprend les personnages de plusieurs saisons passées. L’inspiration leur est venue grâce aux vieux films d’horreur sur les hôtels et sur ceux existant toujours dans le centre-ville de Los Angeles, où les deux premières saisons avaient d’ailleurs été tournées. 
Hotel a la particularité d’avoir un plateau de tournage des plus étendus dans l’histoire de la série, possédant notamment un ascenseur fonctionnel ainsi qu’un complexe d’escaliers. À compter de juillet 2015, la chaîne FX a lancé une campagne de publicité pour la série avec plusieurs bandes-annonces dans lesquelles figurait pratiquement à chaque fois Lady Gaga.
Bien que la saison devait à l’origine comporter treize épisodes (tout comme Asylum, Coven et Freak Show) ce nombre a ensuite été baissé à douze (tout comme Murder House) avec l’épisode final diffusé originellement le 13 janvier 2016.
Cette saison fait également référence à Seven mais, dans ce film, on parle des Sept Péchés capitaux, tandis que dans la saison 5 d'American Horror Story, on parlera des Dix Commandements.

## Synopsis
Los Angeles, à notre époque,
Elizabeth Johnson, dite la Comtesse, tient d'une main de fer l'hôtel Cortez, un lieu étrange où les phénomènes inhabituels sont légion. Elle se complaît, avec son amant Donovan, à égorger certains de ses clients pour leur bon plaisir.
En parallèle, l'inspecteur John Lowe, marié à Alex Lowe, enquête sur une série de meurtres macabres qui le pousse à s'intéresser à l'hôtel Cortez. Il va alors découvrir l'envers du décor et les différents employés et résidents de l'hôtel - tels que Liz Taylor, la barmaid, et Hazel Evers, la femme de ménage - tout en révélant au grand jour de nombreux mystères, et ainsi soulever de nombreuses questions. Qu'arrive-t-il aux résidents de la mystérieuse chambre 64 ? Pourquoi Iris, la gérante de l'hôtel, enferme-t-elle des clients pour les engraisser ? Qui sont Sally McKenna, mystérieuse junkie locataire de l'hôtel, et James Patrick March, le fondateur de l'hôtel avec qui elle semble avoir conclu un pacte macabre ? Quel est le but de Ramona Royale, actrice au sang chaud, qui semble connaître la vérité sur tout cela ?
Alors même que le célèbre styliste Will Drake vient d'y élire domicile, l'inspecteur John Lowe devra se méfier de tout le monde pour tirer cette affaire au clair.

## Distribution

### Acteurs principaux
- Kathy Bates (VF : Denise Metmer) : Iris
- Sarah Paulson (VF : Mélody Dubos) : "Hypodermic" Sally McKenna / Billie Dean Howard
- Evan Peters (VF : Hervé Grull) : James Patrick March
- Denis O'Hare (VF : Nicolas Marié) : Liz Taylor
- Wes Bentley (VF : Damien Boisseau) : Détective John Lowe
- Matt Bomer (VF : Jérémy Bardeau) : Donovan
- Chloë Sevigny (VF : Sybille Tureau) : Alex Lowe
- Cheyenne Jackson (VF : Damien Ferrette) : Will Drake
- Angela Bassett (VF : Maïk Darah) : Ramona Royale
- Lady Gaga (VF : Pamela Ravassard) : Elizabeth Johnson, la Comtesse

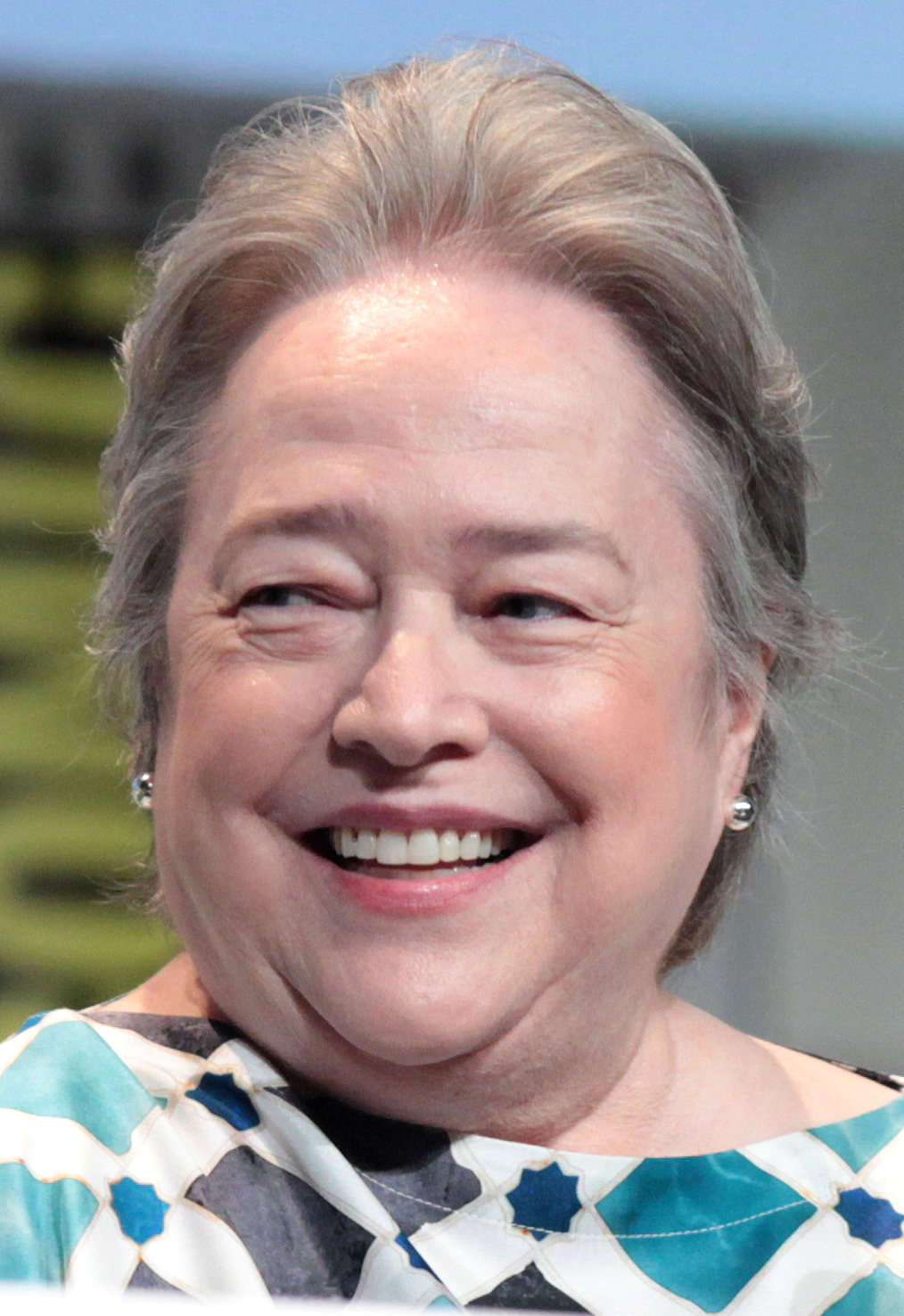
Kathy Bates dans le rôle d’Iris
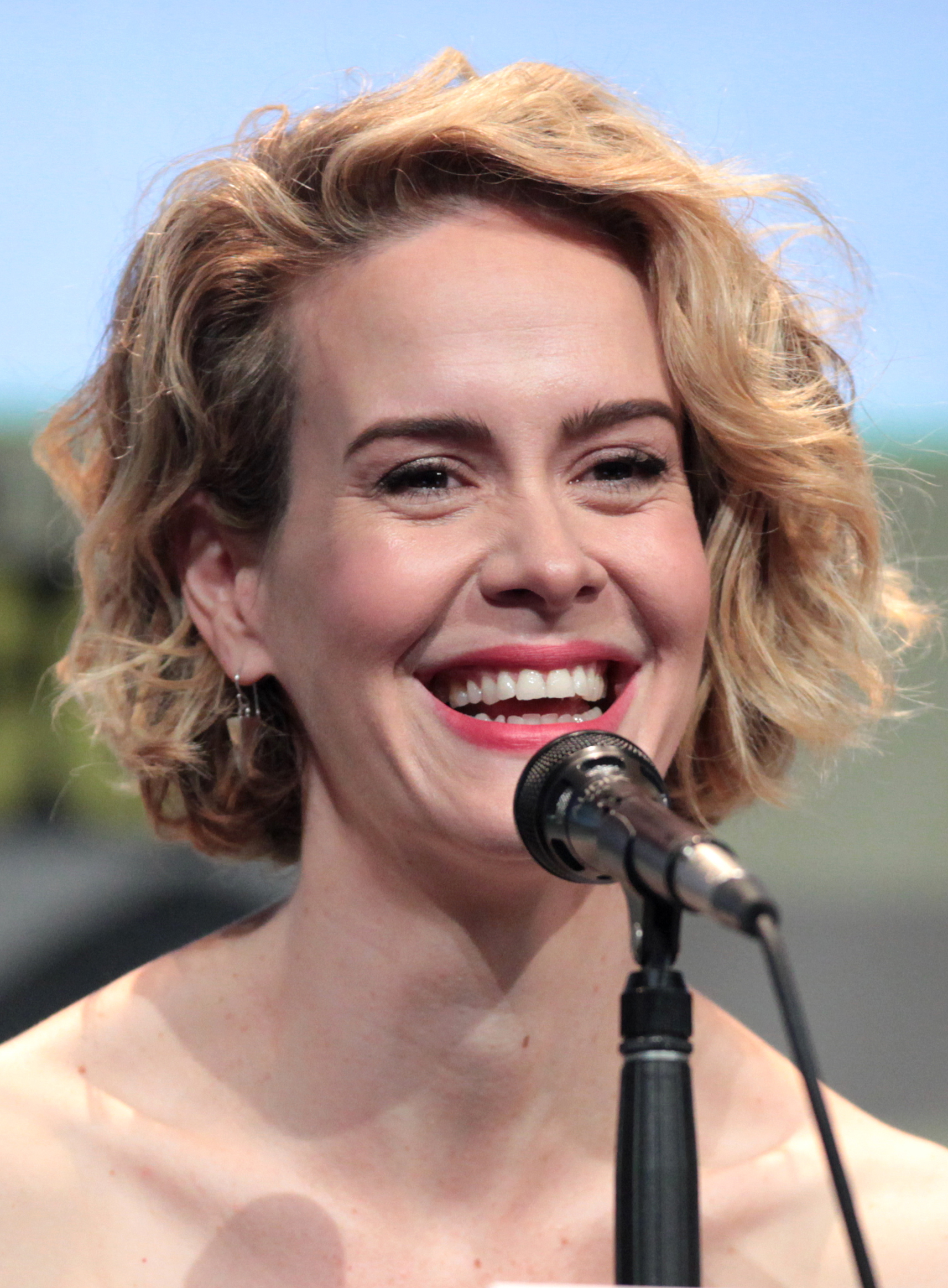
Sarah Paulson dans les rôles de Sally McKenna et Billie Dean Howard
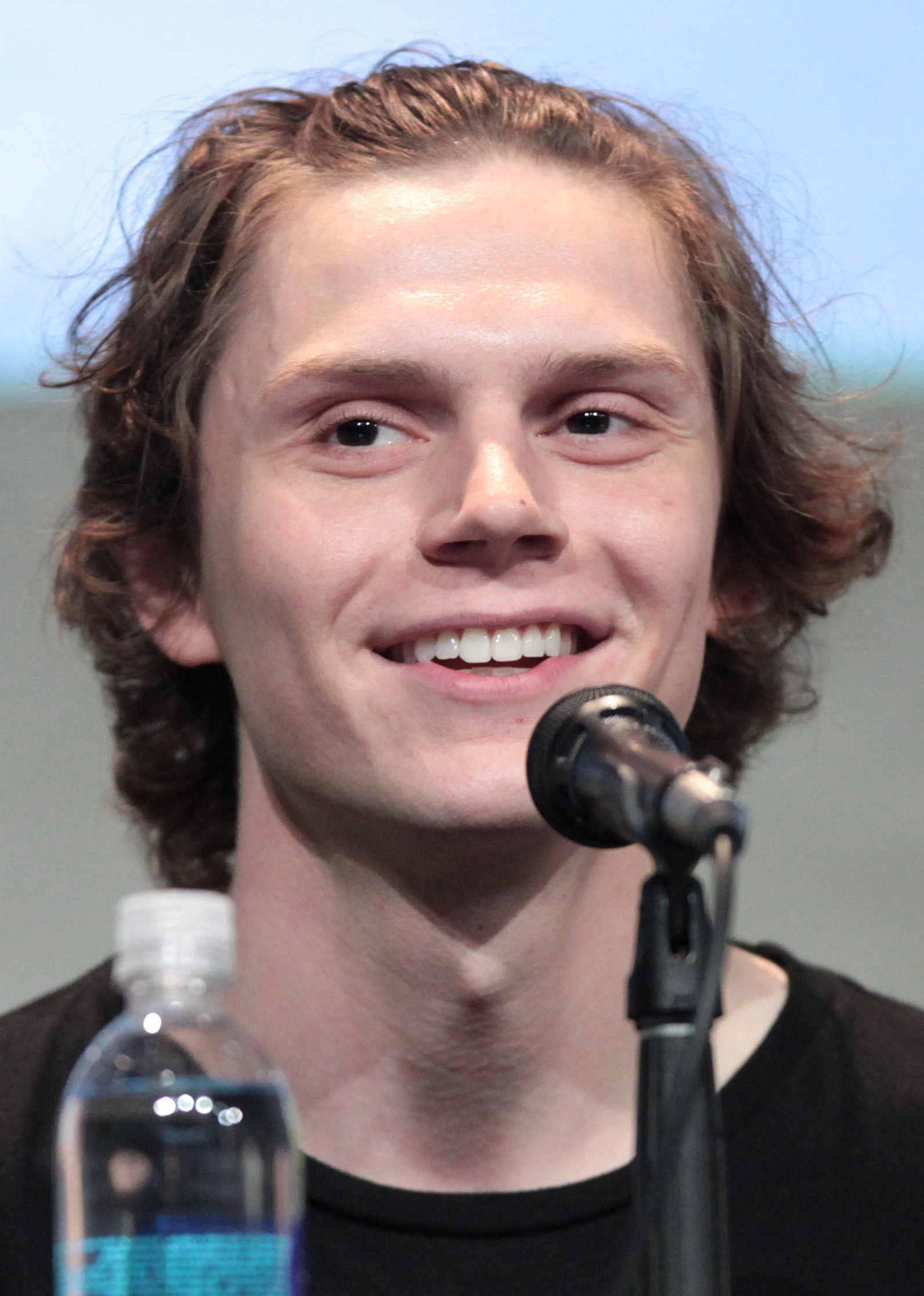
Evan Peters dans le rôle de James-Patrick March.
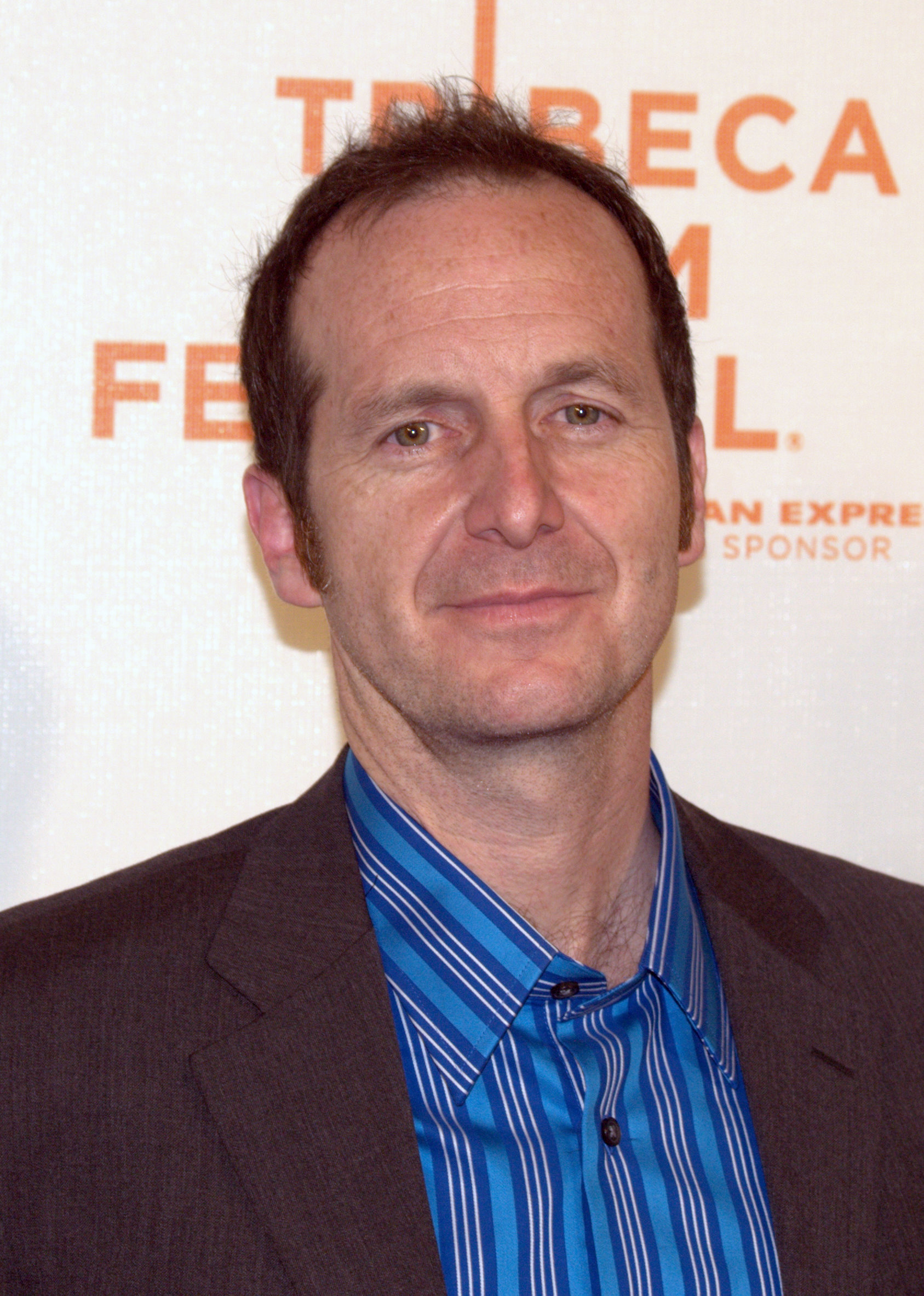
Denis O'Hare dans le rôle de Liz Taylor
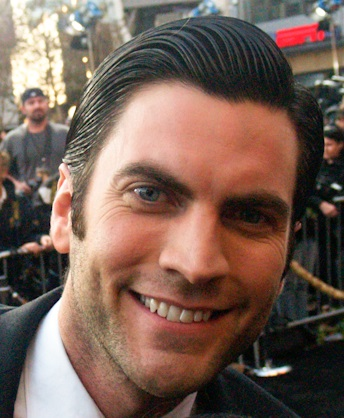
Wes Bentley dans le rôle du détective John Lowe
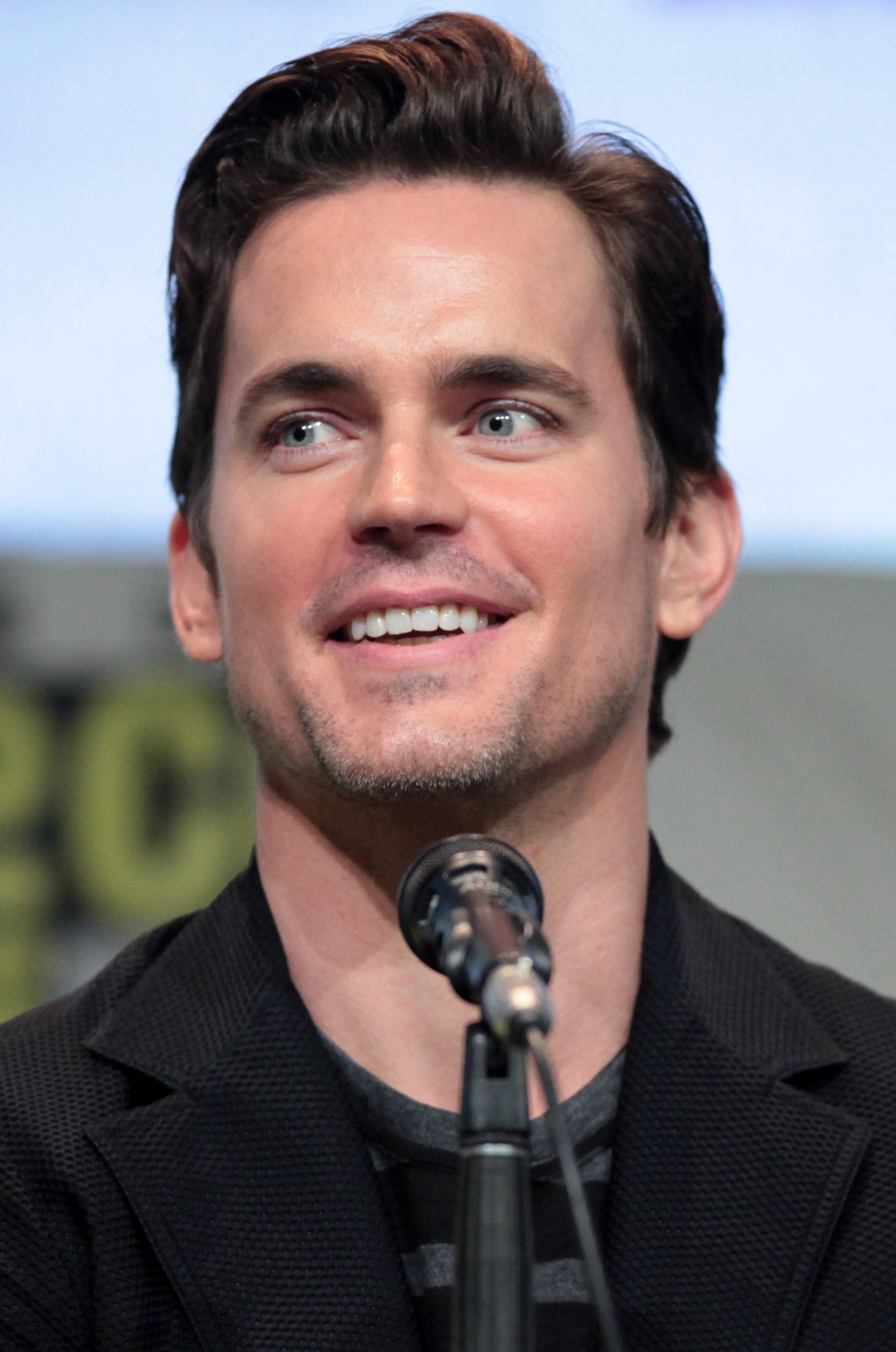
Matthew Bomer dans le rôle de Donovan
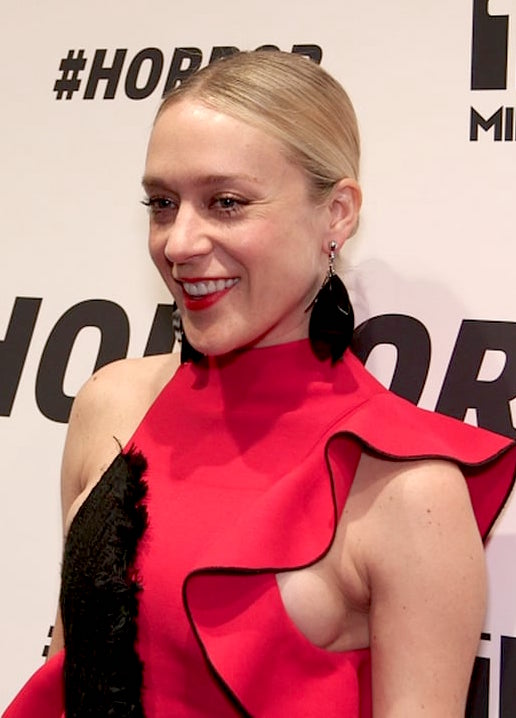
Chloë Sevigny dans le rôle d'Alex Lowe
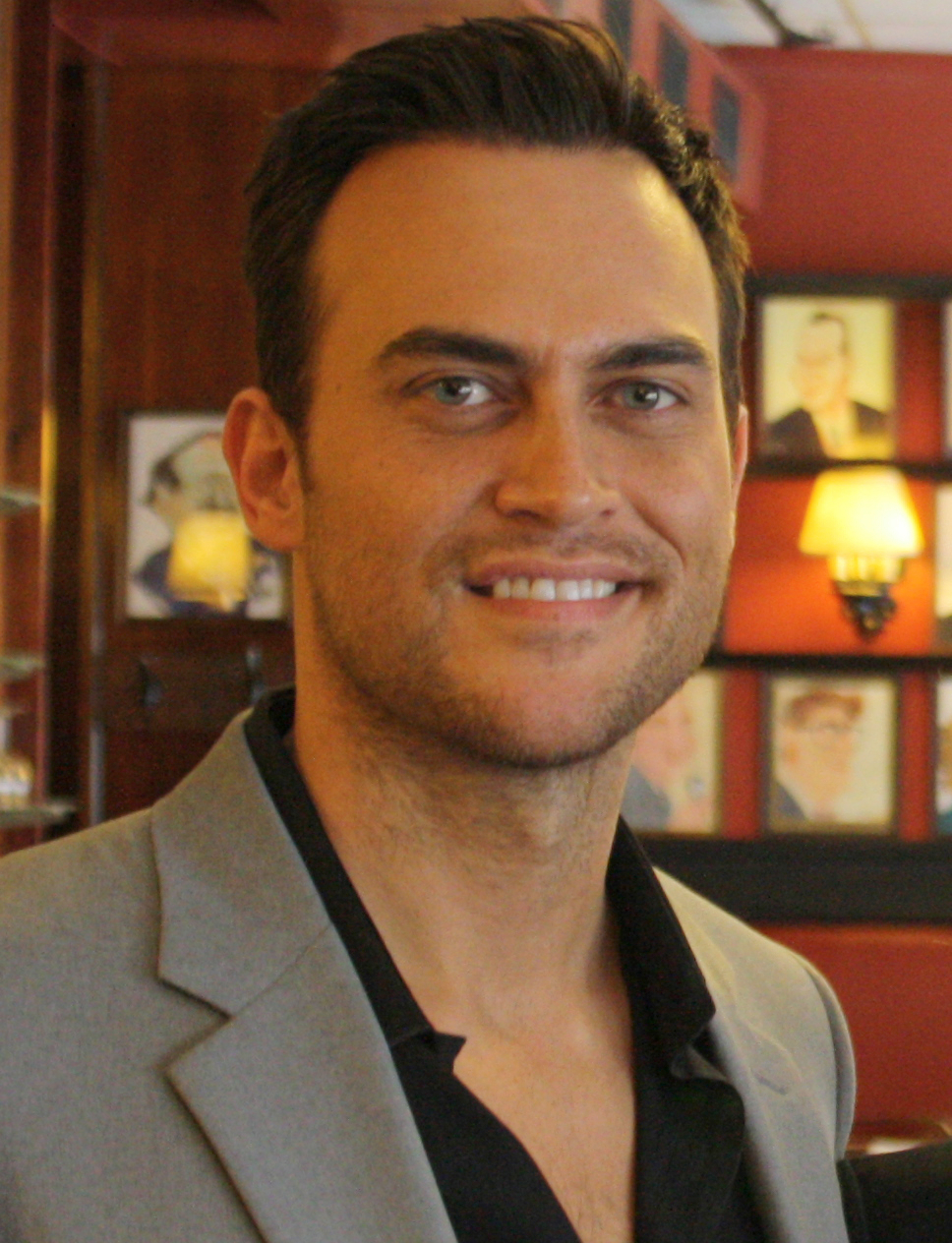
Cheyenne Jackson dans le rôle de Will Drake
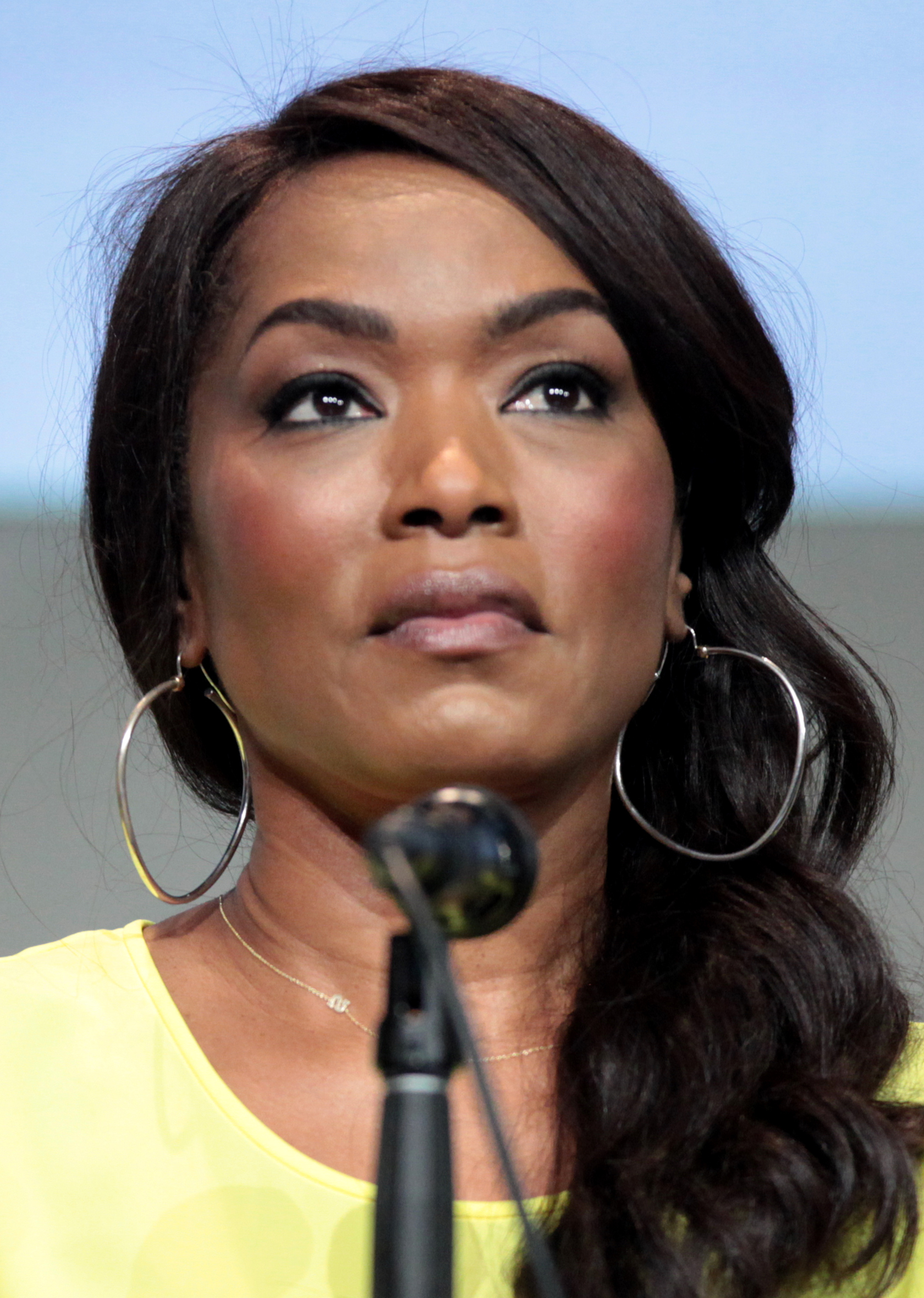
Angela Bassett dans le rôle de Ramona Royale
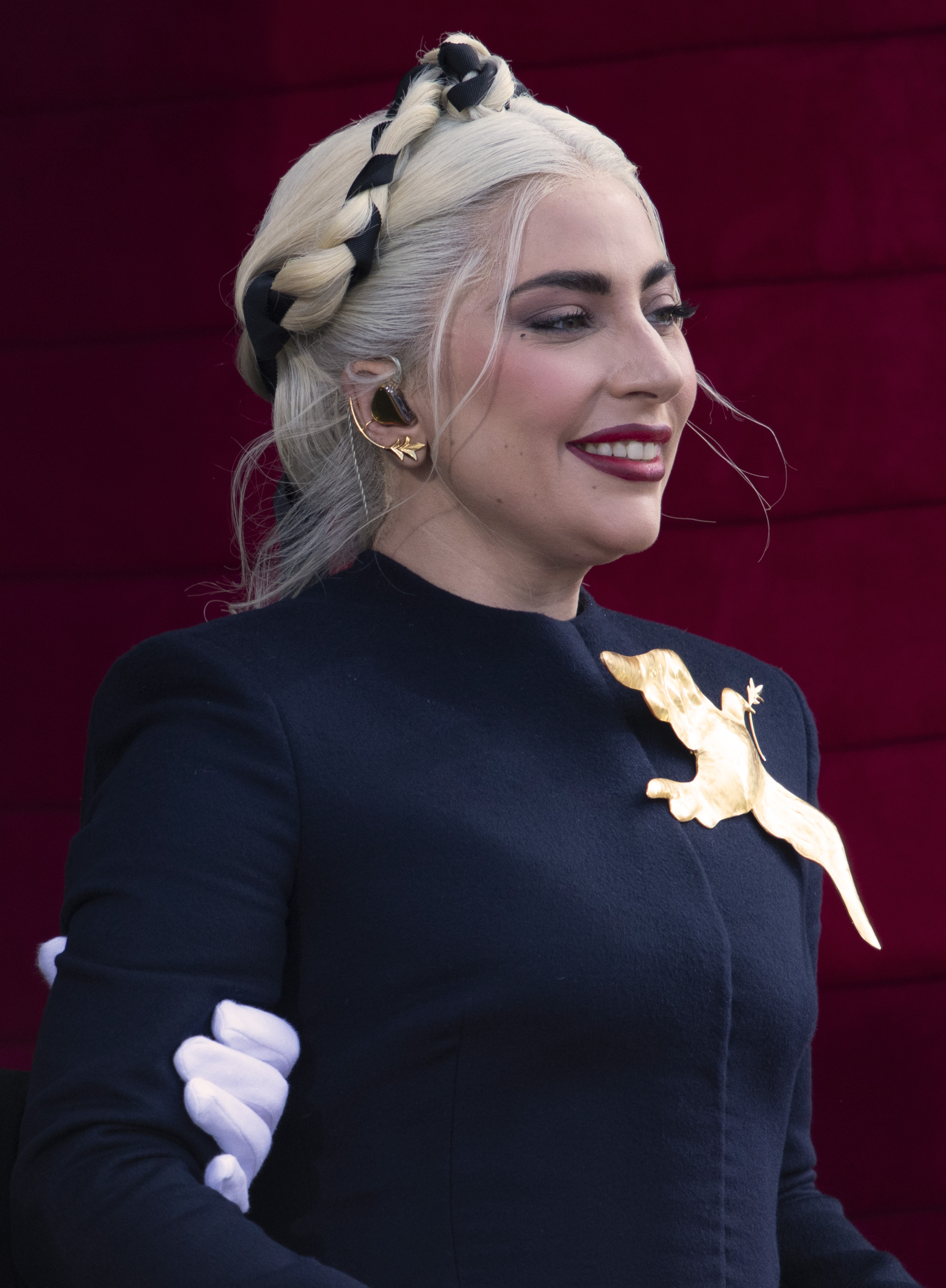
Lady Gaga dans le rôle d’Elizabeth Johnson

### Acteurs récurrents
- Finn Wittrock (VF : Mathias Kozlowski) : Tristan Duffy / Rudolph Valentino
- Mare Winningham (VF : Marie-Laure Beneston) : Hazel Evers
- Lennon Henry (VF : Mathys Varaillon) : Holden Lowe
- Richard T. Jones (VF : Jean-Paul Pitolin) : Inspecteur Andrew « Andy » Hahn
- Shree Crooks (VF : Kaycie Chase) : Scarlett Lowe
- Lyric Lennon (VF : Lucille Boudonnat) : Lachlan Drake
- Jessica Belkin : Wren (VF : Maryne Bertieaux)
- Max Greenfield (VF : Sébastien Desjours) : Gabriel
- Helena Mattsson : Agnetha
- Kamilla Alnes (VF : Marie Tirmont) : Vendela
- Mädchen Amick (VF : Anne Rondeleux) : Madame Ellison
- Anton Lee Starkman (VF : Maryne Bertieaux) : Max Ellison
- Christine Estabrook (VF : Marie-Martine) : Marcy
- Alexandra Daddario (VF : Isabelle Volpé) : Natacha Rambova

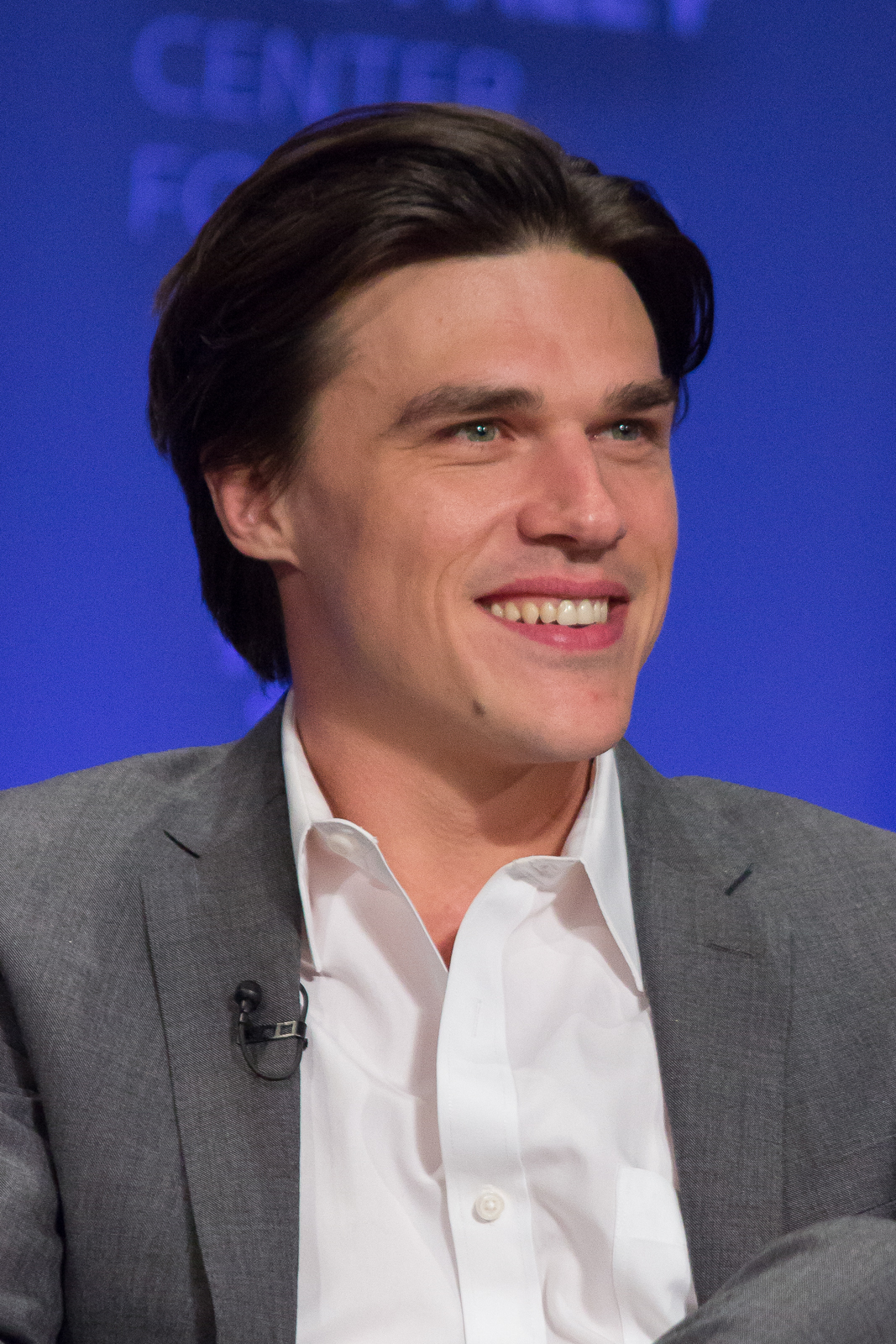
Finn Wittrock dans les rôles de Tristan Duffy et Rudolph Valentino
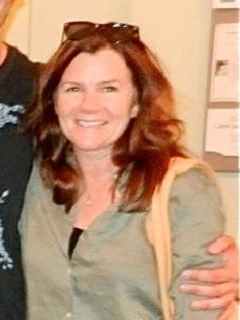
Mare Winningham dans le rôle de Hazel Evers
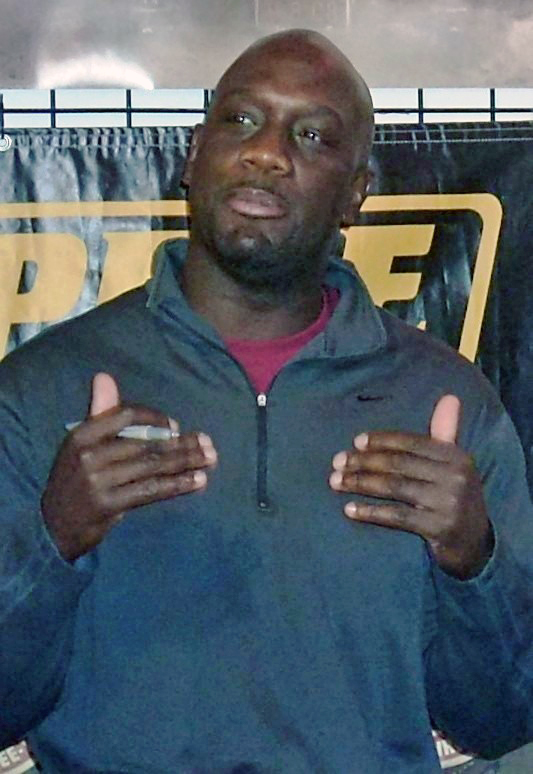
Richard T. Jones interprète le Détective Andrew « Andy » Hahn
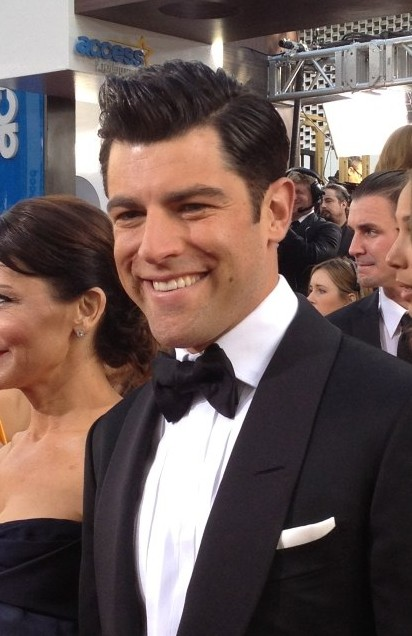
Max Greenfield interprète Gabriel
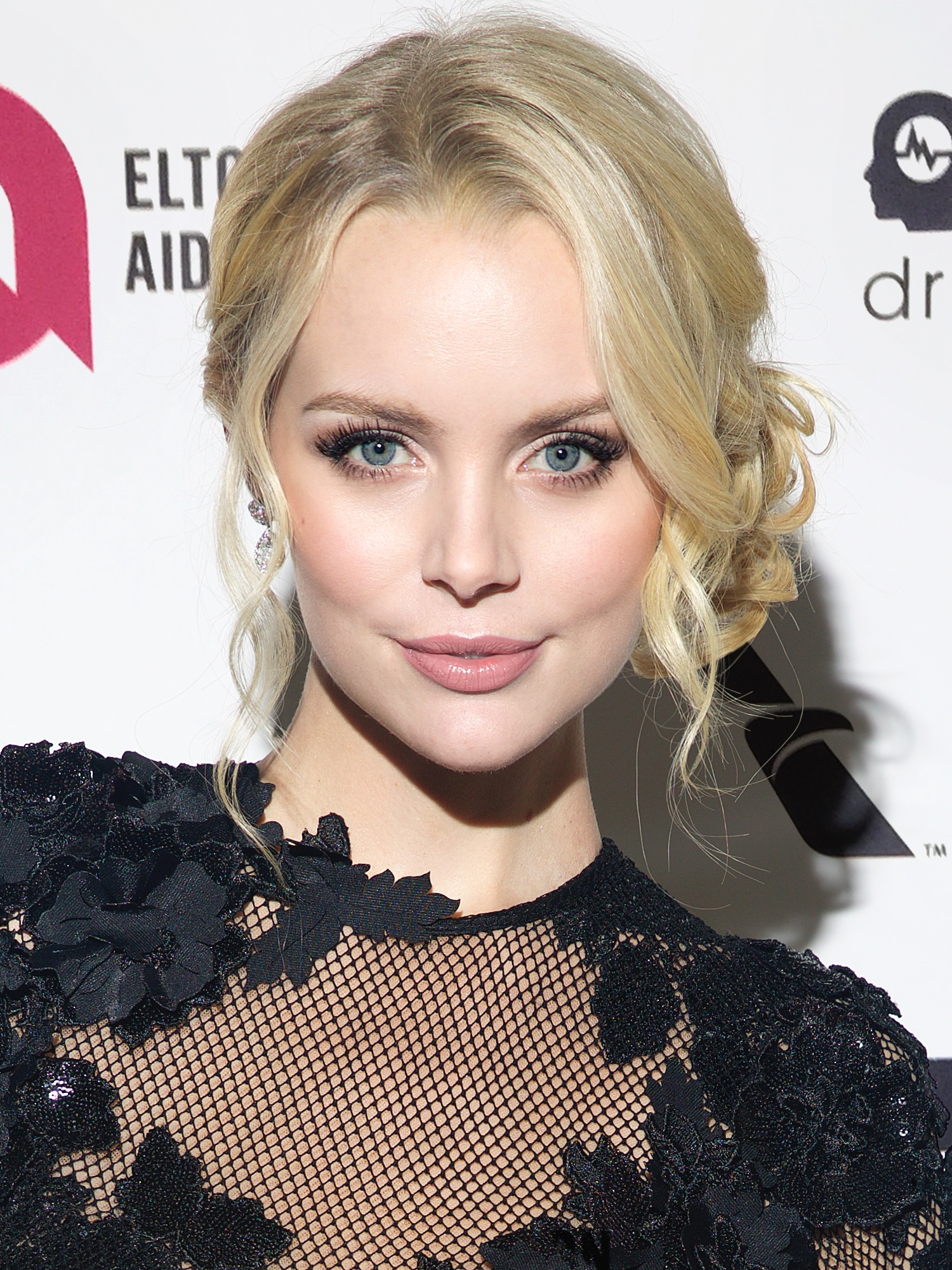
Helena Mattsson interprète Agnetha
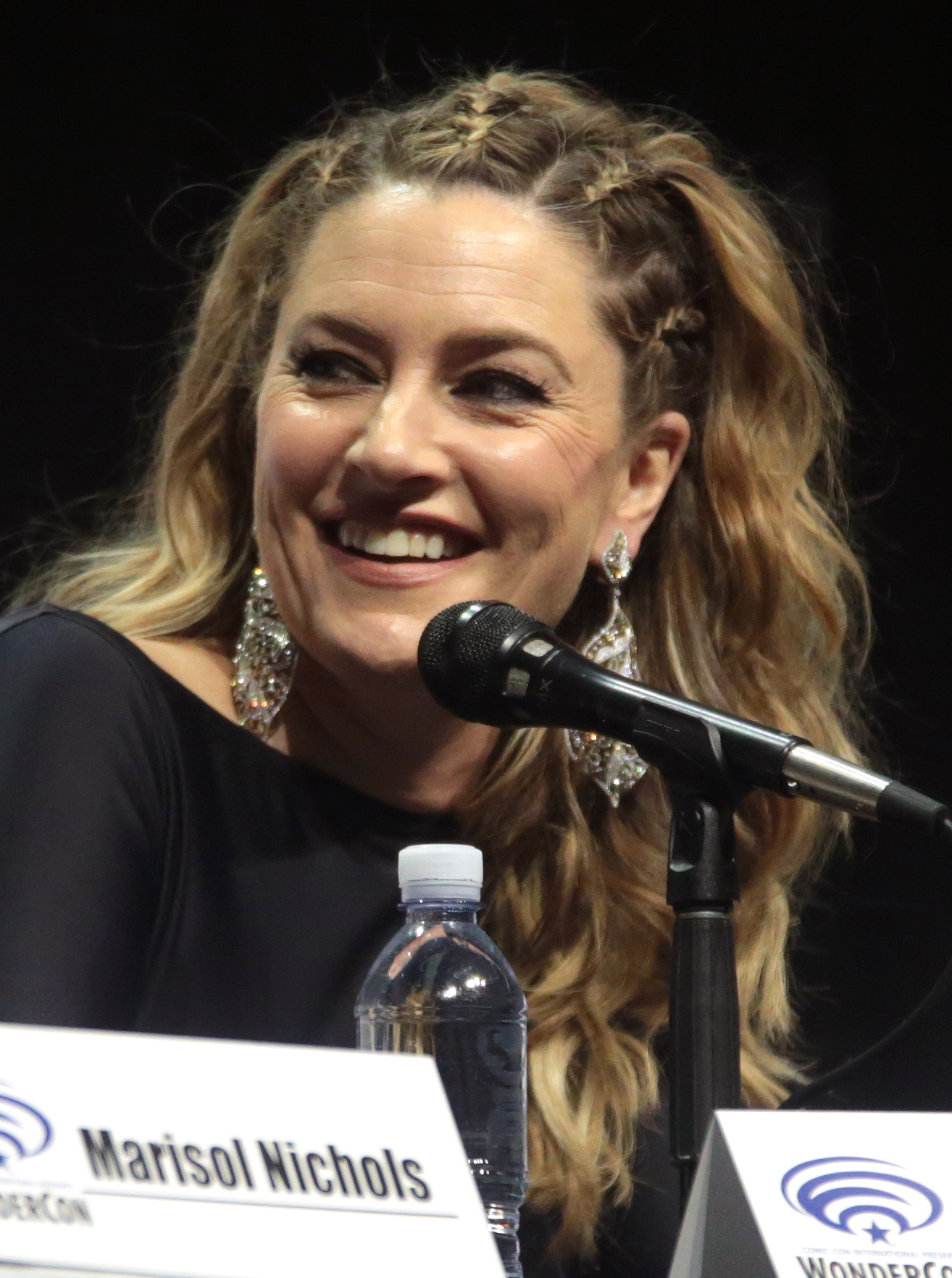
Mädchen Amick interprète Mme Ellison
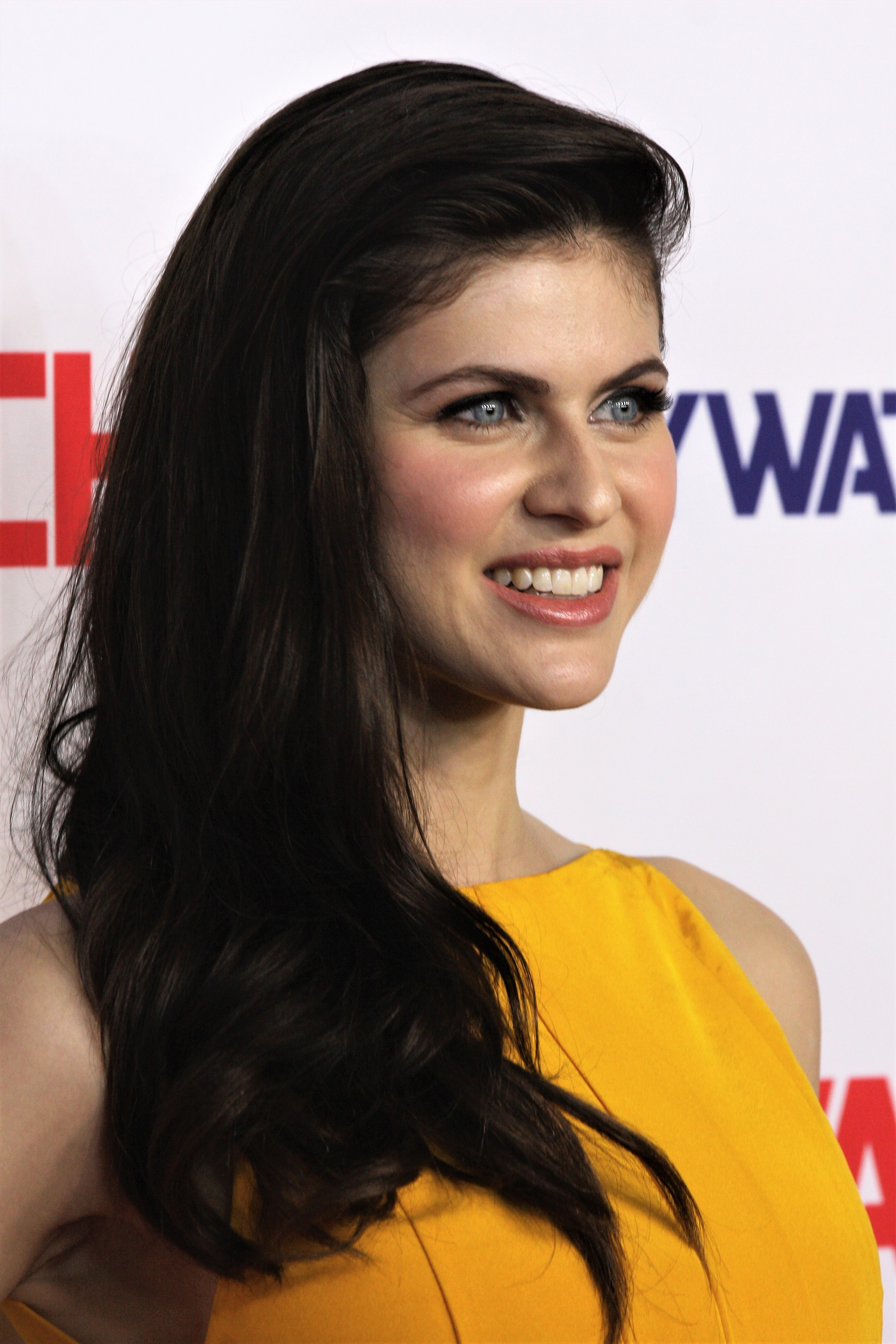
Alexandra Daddario interprète Natacha Rambova

### Invités spéciaux
- Naomi Campbell : Claudia Bankson (épisodes 2 et 3)
- Darren Criss (VF : Stanislas Forlani) : Justin (épisodes 5 et 6)
- Gabourey Sidibe (VF : Fily Keita) : Queenie (épisode 11)
- Lily Rabe (VF : Anne O'Dolan) : Aileen Wuornos (épisodes 4 et 12)
- John Carroll Lynch (VF : Jean-François Aupied) : John Wayne Gacy (épisodes 4 et 12)

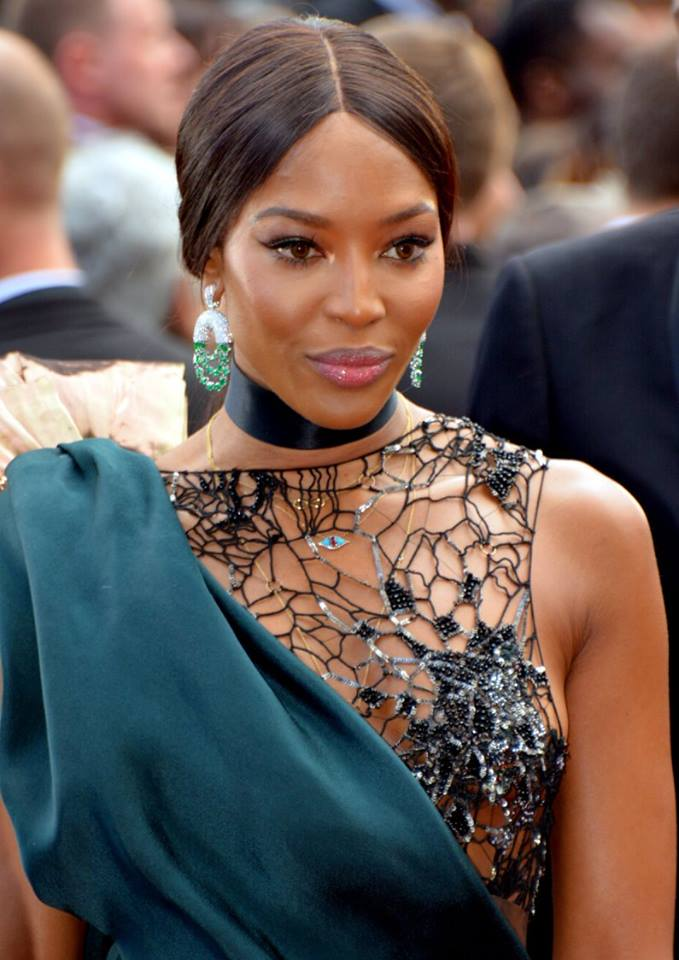
Naomi Campbell dans le rôle de Claudia Bankson
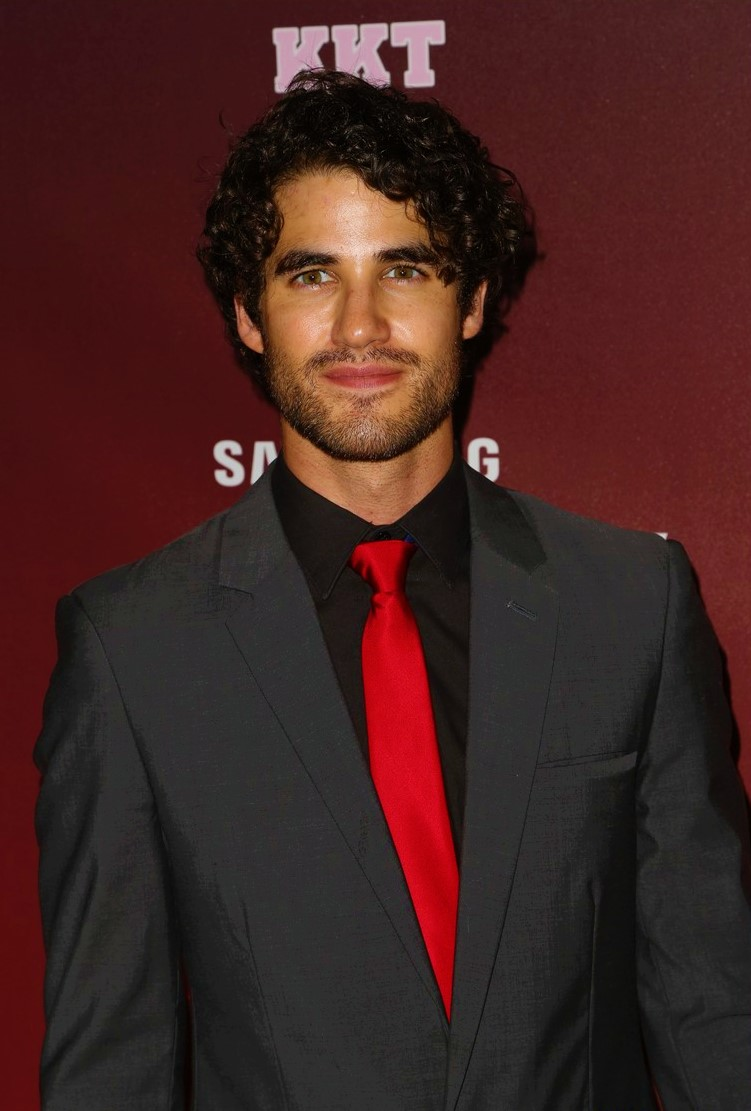
Darren Criss dans le rôle de Justin
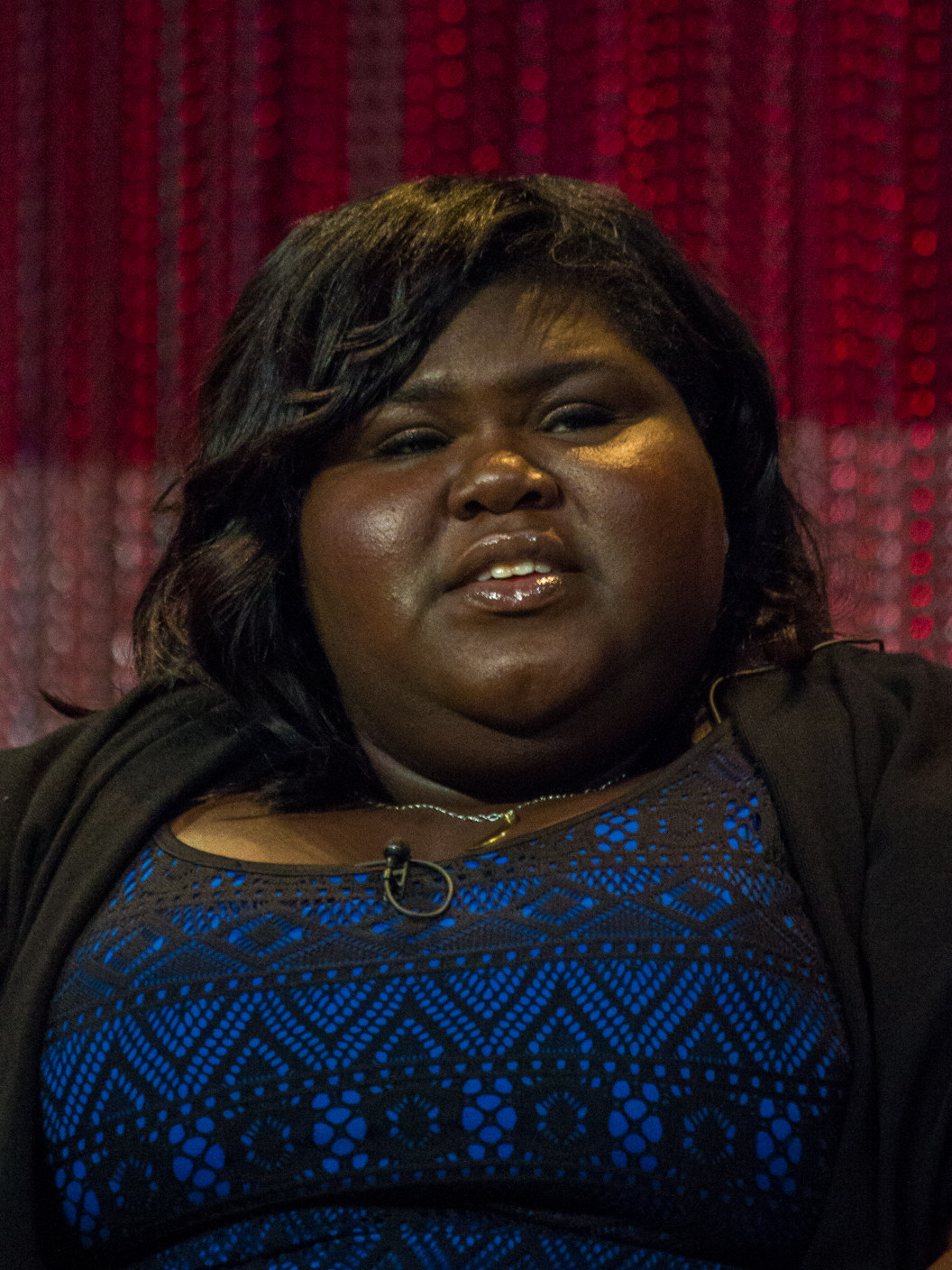
Gabourey Sidibe dans le rôle de Queenie
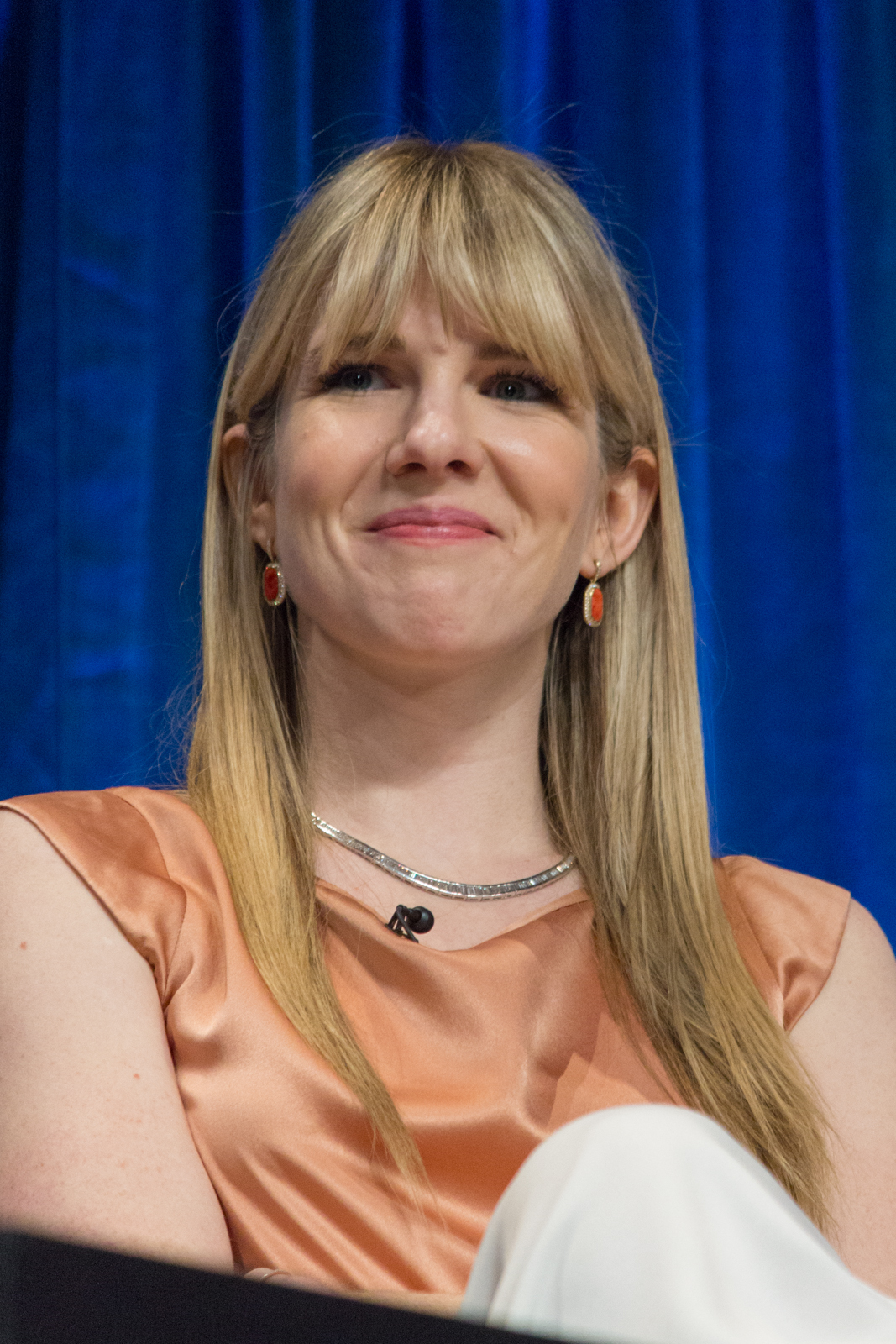
Lily Rabe dans le rôle de Aileen Wuornos
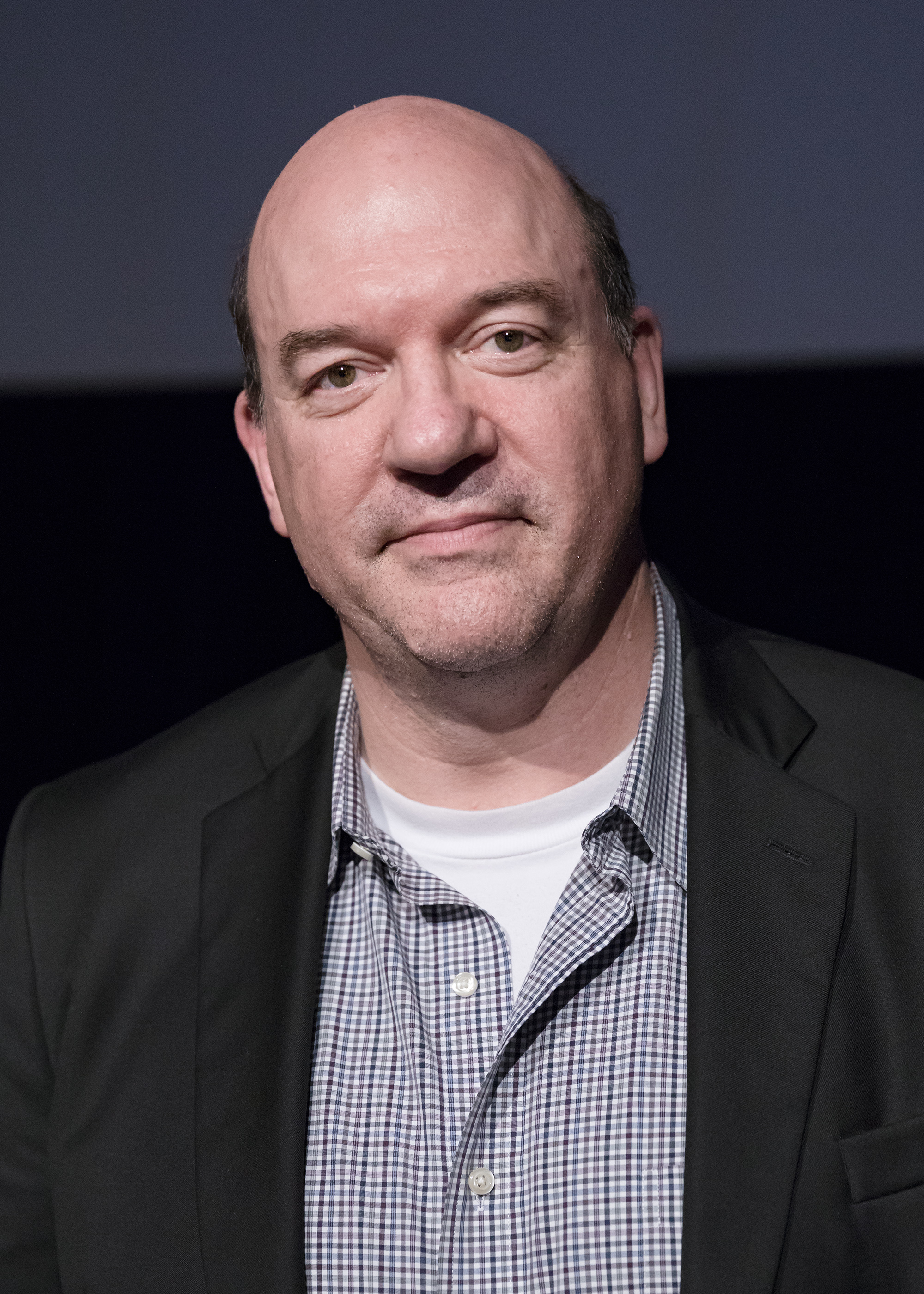
John Carroll Lynch dans le rôle de John Wayne Gacy

### Invités
- Roxana Brusso : Docteur Kohann
- David Naughton : Monsieur Samuels
- Seth Gabel (VF : Alexandre Gillet) : Jeffrey Dahmer
- Anthony Ruivivar (VF : Luc Boulad) : Richard Ramirez
- Nico Evers-Swindell : Craig
- Robert Knepper : Lieutenant
- Jessica Lu (VF : Marine Tuja) : Babe
- Marla Gibbs : Cassie Royale
- Henry G. Sanders (VF : Michel Voletti) : Monsieur Royale
- Josh Braaten (VF : Pierre Tessier) : Douglas Pryor
- Matt Ross (VF : Laurent Morteau) : Docteur Charles Montgomery
- Kristen Ariza : Mademoiselle Pritchard
- Mouzam Makkar : Infirmière Leena
- Charles Melton : M. Wu
- David Barrera : Docteur Kaplan

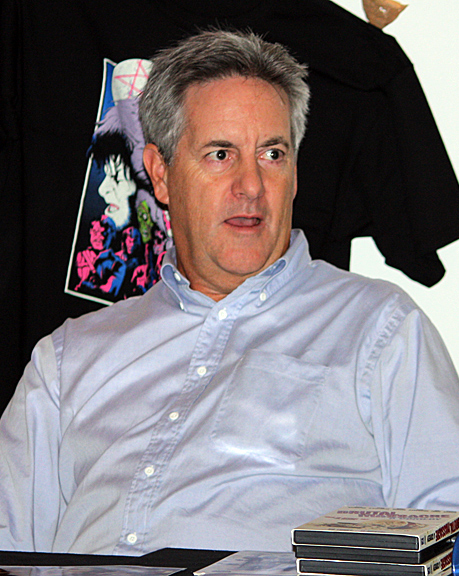
David Naughton dans le rôle de Mr Samuels
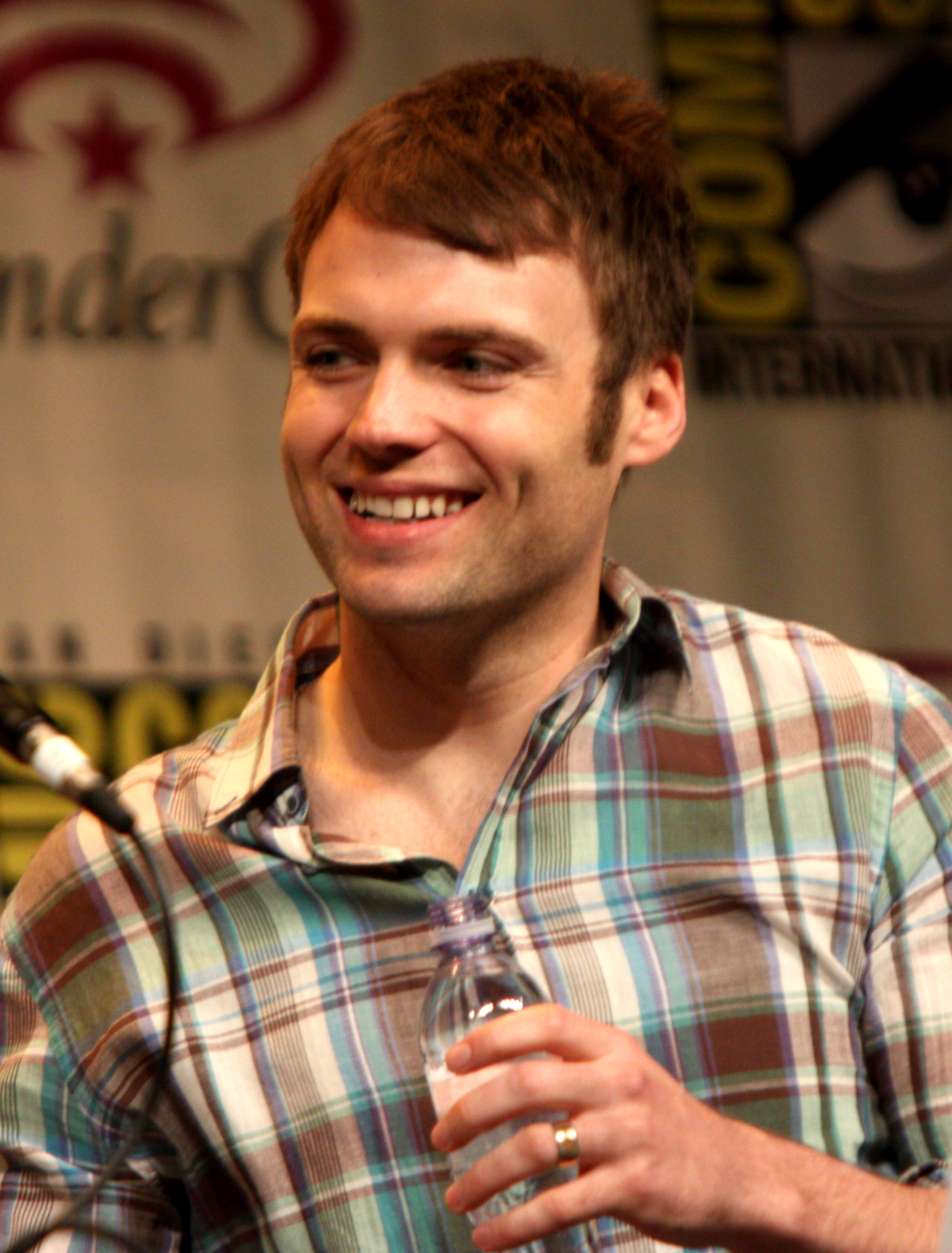
Seth Gabel dans le rôle de Jeffrey Dahmer
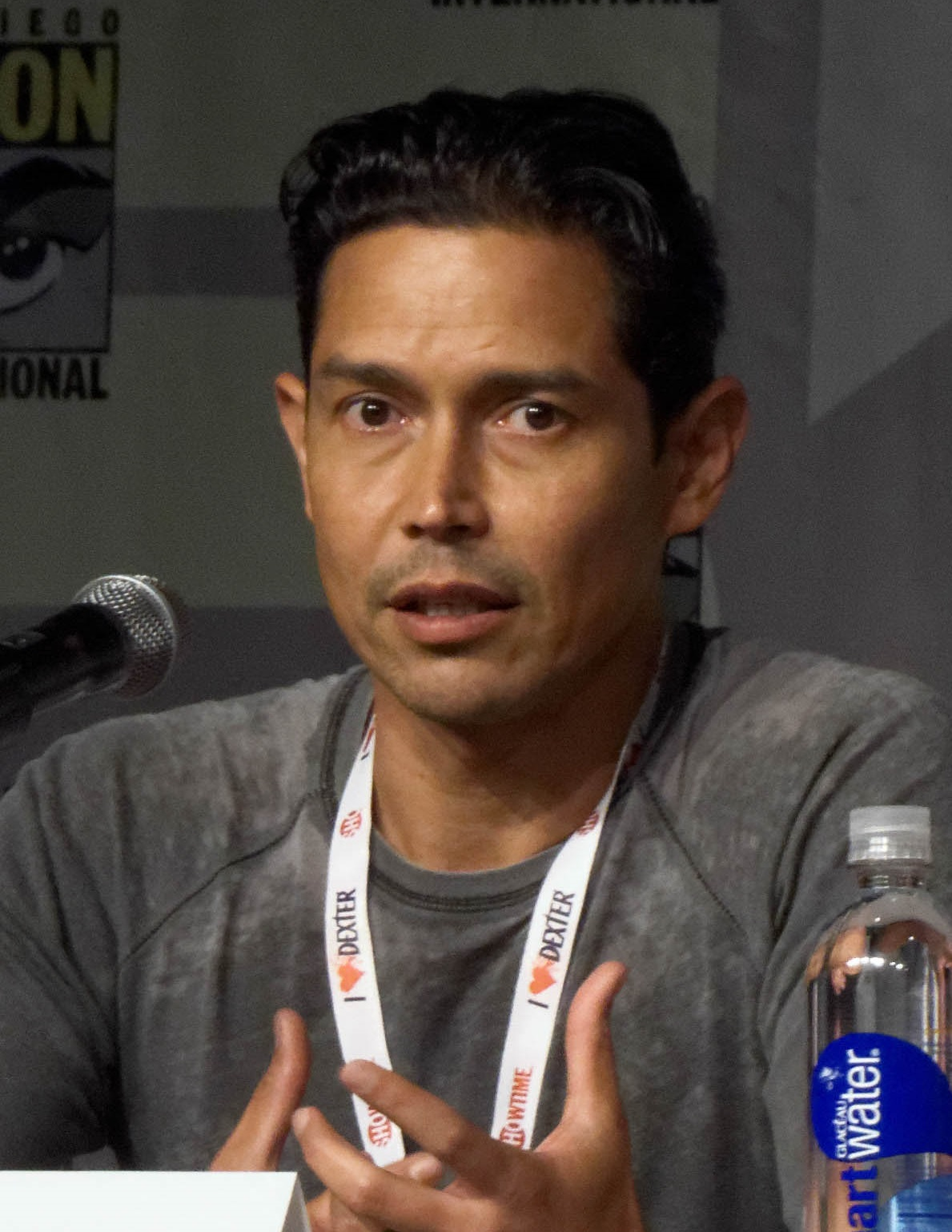
Anthony Ruivivar dans le rôle de Richard Ramirez
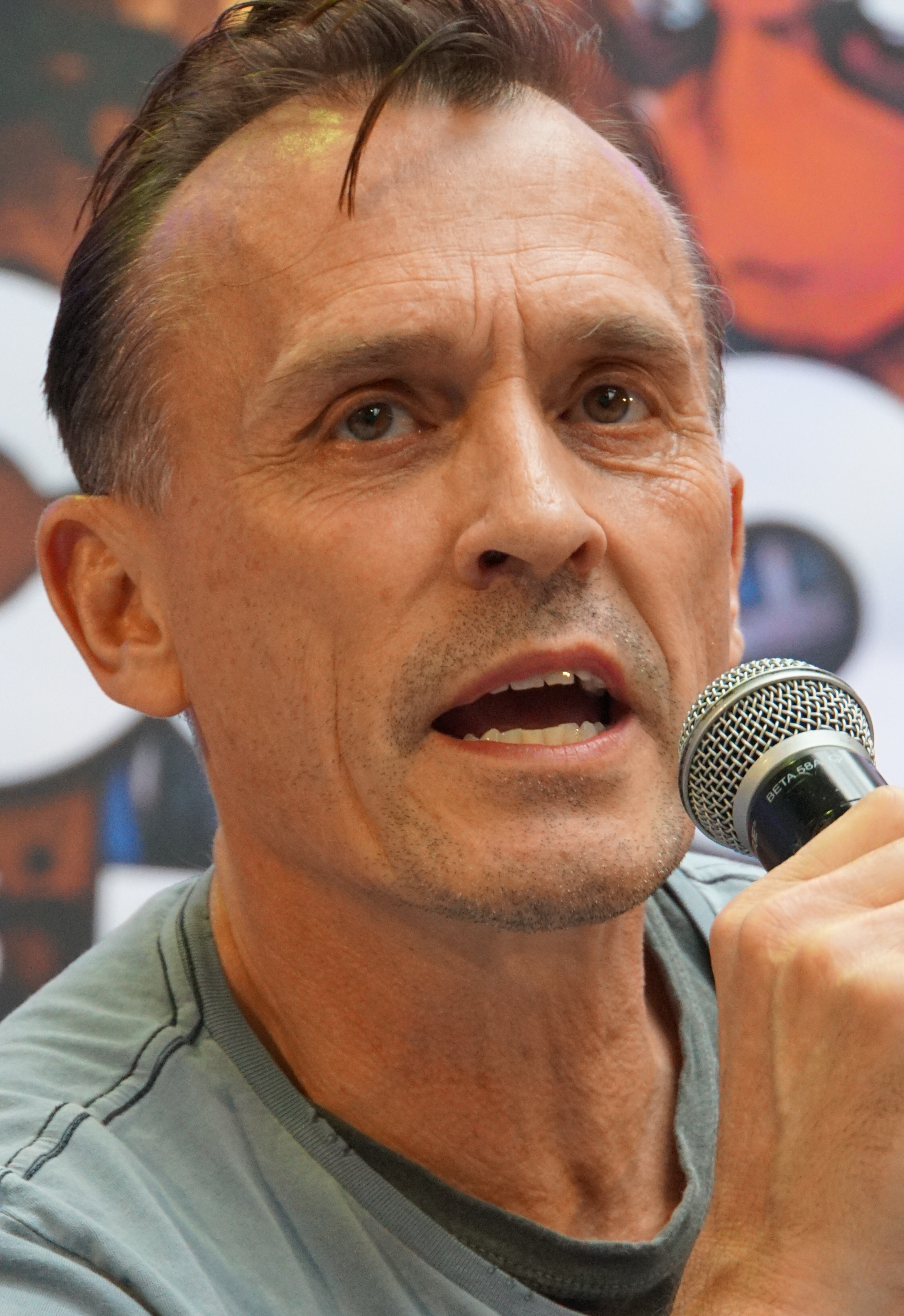
Robert Knepper dans le rôle du lieutenant
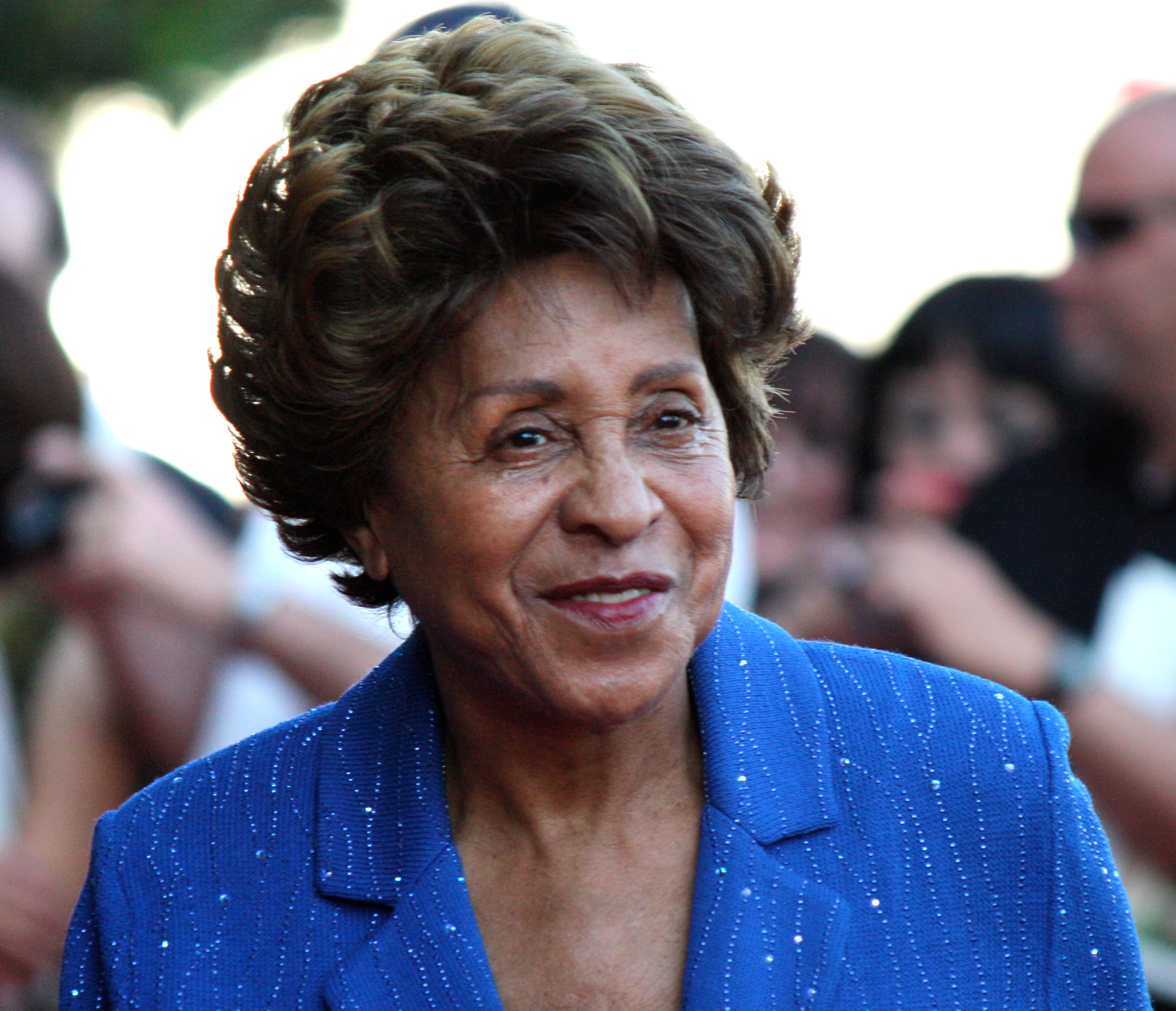
Marla Gibbs dans le rôle de Cassie Royale
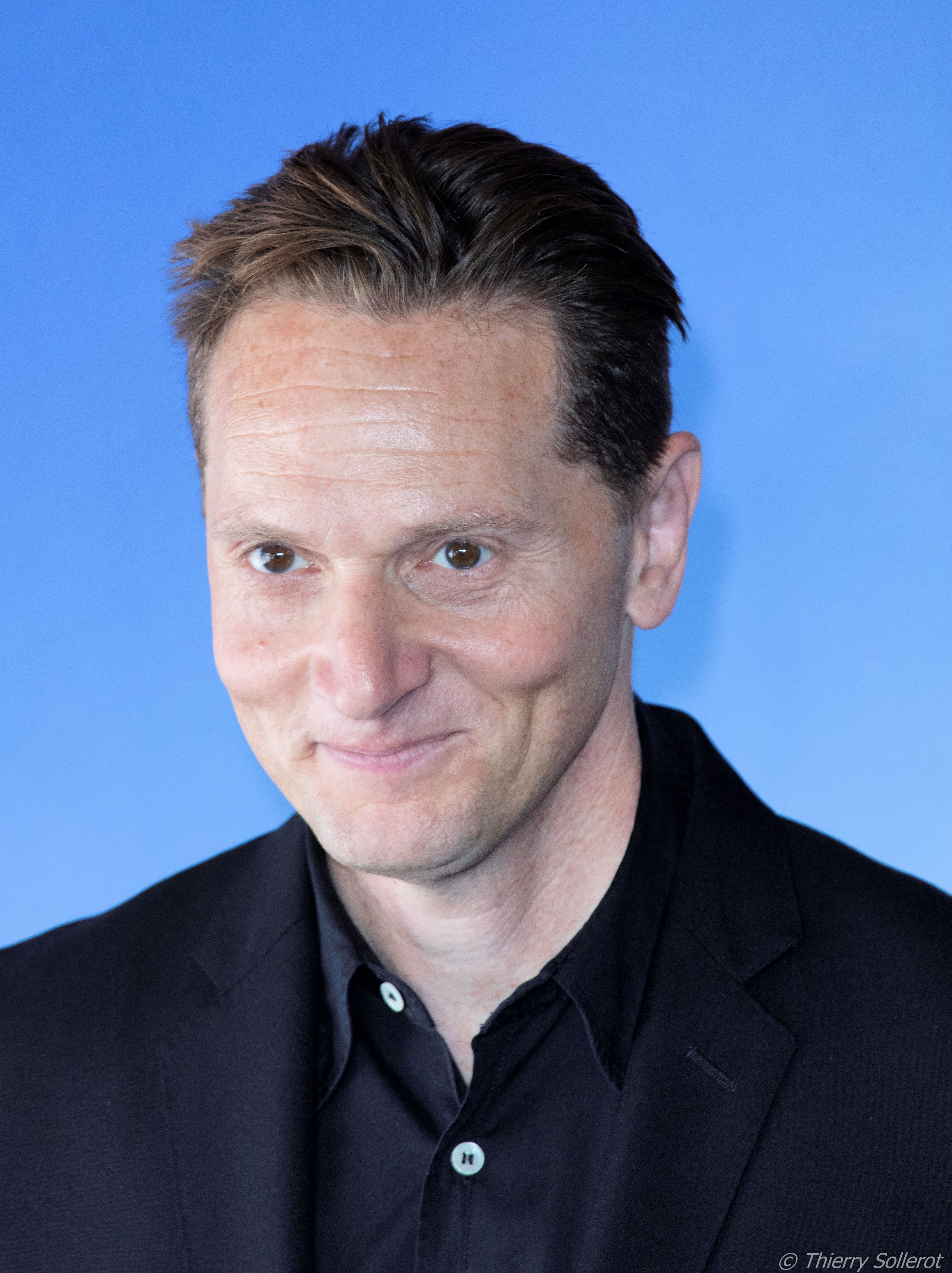
Matt Ross dans le rôle de Charles Montgomery
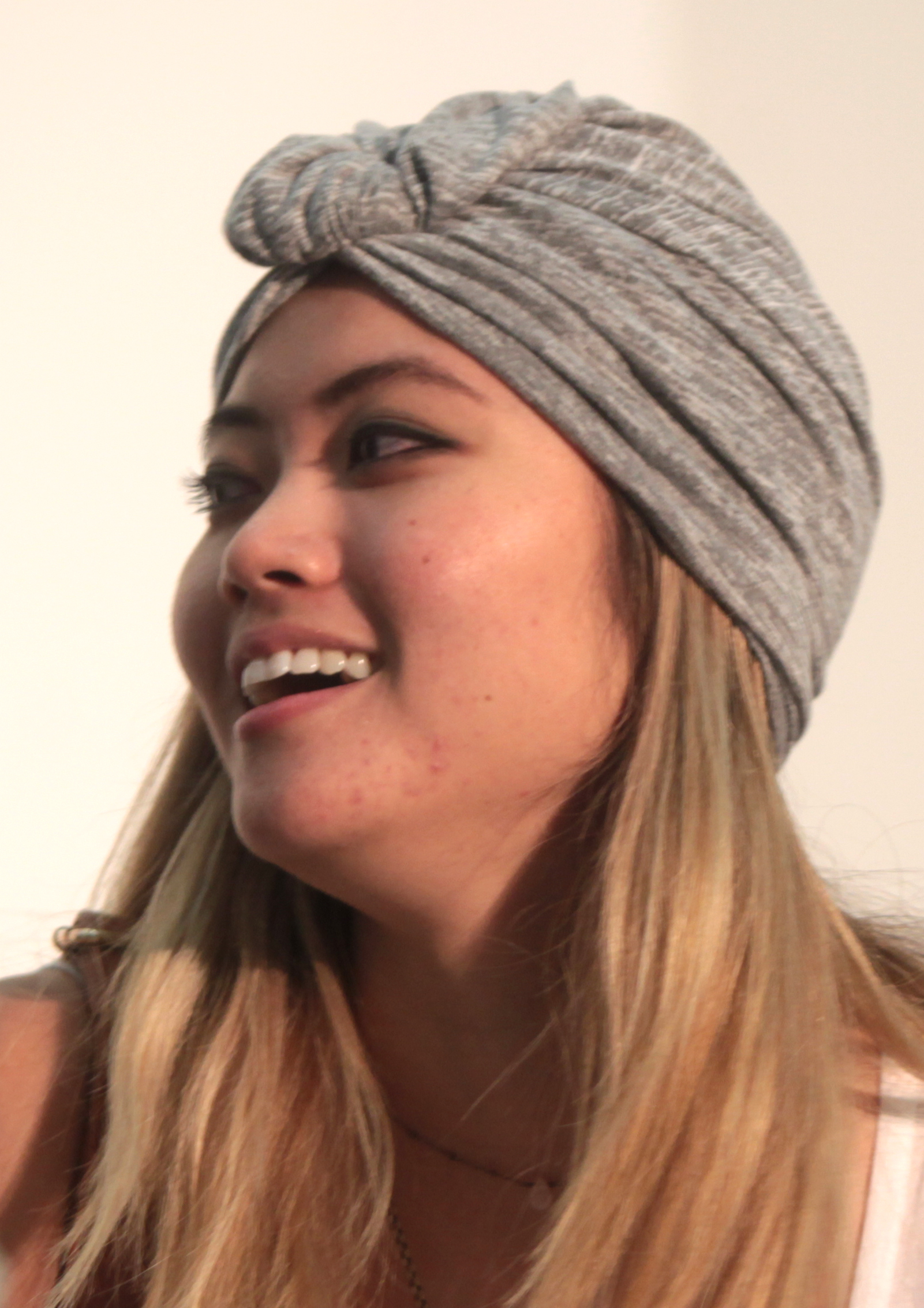
Jessica Lu dans le rôle de Babe

## Développement

### Conception
À la suite du record d'audience du lancement de la quatrième saison, la chaîne FX a annoncé que le 13 octobre 2014 la série a été renouvelée pour une cinquième saison. Dès lors, le cocréateur de la série Ryan Murphy a annoncé que dans certains épisodes de la saison un indice y sera caché au sujet de la cinquième saison. Les internautes sur les réseaux sociaux ont très vite remarqué un chapeau haut-de-forme et ont assimilé cela à l'affaire Top Hat. C'est le 26 février 2015, à la suite d'un tweet de Lady Gaga, que nous a été révélé le thème de la cinquième saison : Hotel. Cette nouvelle saison est aussi marquée par le départ de l'actrice phare de la série, Jessica Lange. Nous retrouvons cependant des habitués de la série tels que Lily Rabe présente dans les trois premières saisons ainsi que Chloë Sevigny, présente dans Asylum. l'hôtel semble planter son décor à Los Angeles sous le nom de « Hotel Cortez ». L'inspiration du thème de cette cinquième saison survient à la suite d'une vidéo-surveillance d'un hôtel à Los Angeles, où on y peut voir une jeune fille dans un ascenseur disparaître, et que plus personne n'aura jamais revue. Les créateurs Ryan Murphy et Brad Falchuk précisent qu'Hotel reprendra les bases de l'horreur et sera une saison qui renouvellera la série. Elle sera plus sombre, plus horrifique, et sera dans le même genre que la première saison intitulée Murder House sur le côté « huis clos ». Comme annoncé et déjà vu dans Freak Show, toutes les saisons sont connectées, c'est ce que nous allons de nouveau voir lors du sixième épisode d'Hotel car d'anciens personnages seront clients dans l'intrigant Hotel Cortez.

### Audition
Le personnage de Sarah Paulson, Hypodermic Sally, sera très sexy mais aussi toxicomane. Elle habitera l’hôtel et sera en conflit avec la gérante, Iris (Kathy Bates). Elles se détesteront même. Sally complotera également avec le personnage de Wes Bentley durant la saison. Sarah Paulson définit ce rôle comme un des plus osés de sa carrière… En décembre 2015, il est révélé qu'elle reprendra également le personnage de Billie Dean Howard qu'elle joua dans la première saison, pour le dernier épisode de la saison 5.
Kathy Bates joue la gérante de l’hôtel et aura une relation avec Matt Bomer et Wes Bentley. Elle est très amie avec Denis O'Hare. Denis O’Hare joue Liz Taylor, la gérante du bar de l’hôtel. Pour ce rôle Denis a dû se raser les cheveux. Finn Wittrock joue Tristan Duffy, un mannequin. Lady Gaga quant à elle jouera la propriétaire de l’hôtel, Elizabeth, mais aussi la bourreau des cœurs puisqu’elle aura en tout trois relations. Elle sera donc très proche des personnages de Matt Bomer, Cheyenne Jackson et Angela Bassett. Elle sera très riche, passionnée d’art et de mode. Dès le premier épisode nous prendrons connaissons de son plan plutôt machiavélique. Angela Bassett joue Ramona Royale, une actrice qui se rend très souvent à l’hôtel. Elle aura une relation avec Elizabeth (Lady Gaga).
Cheyenne Jackson joue Will Drake, un père de famille, qui est aussi une grande icône de la mode, qui a décidé de quitter New York pour aller s’installer à Los Angeles. Il semble un peu désespéré. Chloë Sevigny joue Alex Lowe, médecin de métier et épouse de John Lowe (Wes Bentley), un enquêteur spécialisé dans les meurtres.
Matt Bomer joue Donovan, très proche de Lady Gaga et Kathy Bates. Emma Roberts devait reprendre son rôle de Madison Montgomery lors de cette saison mais fut finalement remplacée par Gabourey Sidibe dans la peau de Queenie. 

### Promotion
Comme chaque année (la série est connue pour sa promotion extrêmement originale faite de courts teasers et de nombreuses affiches promotionnelles), FX a débuté la promotion d'Hotel le 26 février 2015 à la suite d'un tweet de Lady Gaga. Elle nous y révélait le thème de la cinquième saison et lançait le "hashtag" commercial « #GagaAHSHotel » en ajoutant "Make your reservation now". Le mois de juillet était riche en informations et en révélations, notamment le 13 juillet 2015 : le premier teaser en ligne mettait en scène Lady Gaga sonnant la cloche de l'Hotel, vêtue d'un gant métallique et frappant ses doigts un à un sur la table de la réception. Le 7 août 2015 est révélée la date de lancement de la cinquième saison ainsi que le premier poster promotionnel.

## Épisodes

### Épisode 1:L’Hôtel Cortez
- États-Unis /  Canada : 7 octobre 2015 sur FX / FX Canada
- France : 16 avril 2016 sur Ciné+ Frisson
  - 13 juillet 2022 sur Disney+
- Québec : 14 mai 2018 sur AddikTV

- États-Unis : 5,81 millions de téléspectateurs[3] (première diffusion)

- Mare Winningham (Miss Evers)
- Christine Estabrok (Marcy)
- Max Greenfield (Gabriel)
- Richard T. Jones (Detective Hahn)
- Shree Crooks (Scarlett Lowe)
- Helena Mattsson (Agnetha)
- Kamilla Alnes (Vendela)
- Lennon Henry (Holden Lowe)
- Lyric Lennon (Lachlan Drake)

Deux jeunes touristes suédoises, Agnetha et Vendela, arrivent devant l'Hôtel Cortez. Elles souhaitent visiter les studios Universal. Elles se présentent à l'accueil, et sonnent. Elles n'aiment pas le silence pesant qui règne dans l'hôtel. Elles sonnent plusieurs fois avant qu'Iris, la gérante, n'arrive. Celle-ci leur précise qu'elle avait entendu la première fois et leur demande si elles ont une réservation. Les deux touristes expliquent qu'elles ne veulent pas rester à l'Hôtel Cortez et demandent le remboursement de l'avance, mais Iris refuse. Elles se résignent à rester, pensant que ce sera amusant, et Iris les rassure : elles finiront par aimer l'hôtel. Sur le chemin de leur chambre, elles entendent des gémissements. Iris leur explique qu'il n'y a pas de Wi-Fi. En allant chercher de la glace, l'une des filles croise une femme de chambre nettoyant un drap ensanglanté, puis un petit garçon blond qui lui montre une silhouette du doigt. En prenant la glace, une main gantée à paillettes s'approche de sa tête, mais disparaît lorsqu'elle se retourne. En rentrant dans sa chambre, son amie lui dit qu'il y a une horrible odeur dans cette chambre. L'une des filles demande à changer de chambre mais Iris refuse, prétextant qu'il s'agit d'un vieil hôtel. Elles pensent que l'odeur vient du matelas, et découvre que celui-ci a été ouvert puis recousu. Elles tentent de l'ouvrir, avant qu'un homme, mutilé et avec des dents de vampires n'en sorte. Elles vont chercher Iris, qui appelle la police et leur explique qu'elles ne paieront pas la chambre. Elle conduit les jeunes femmes dans une autre chambre qu'ils ne louent jamais. Une heure plus tard, l'une des filles n'arrive pas à passer d'appel. À 2 h 25 du matin, Vendela est réveillée par l'alarme qui émet une musique jazz. Elle cherche Agnetha, et la découvre dans la salle de bain, en train de se faire sucer le sang par deux enfants. 
Pendant ce temps, l'inspecteur John Lowe se rend sur une scène de crime, où un homme et une femme ont été attaqués en pleins ébats amoureux. L'homme a vu sa langue coupée et ses yeux retirés, mais est toujours en vie tandis que la femme est morte, une flèche plantée dans le torse et les mains clouées au lit. Ils étaient mariés, mais pas ensemble, et commettaient donc un adultère. Des photos de leurs familles sont disposées autour du lit. Au poste de police, John réétudie le dossier de Martin Gamboa, un homme qui a été torturé et décapité. Il reçoit un appel de sa fille, et lui lit une histoire avant qu'elle ne s'endorme. Un homme l'appelle en appel masqué, et lui indique qu'il est à l'hôtel Cortez, dans la chambre 64. 
Un nouveau client, Gabriel se présente à l'accueil de l'hôtel et veut une chambre pour la nuit. Iris lui donne la chambre 64. Sally, une des résidentes, a des vues sur le jeune homme. En se rendant à sa chambre, Gabriel croise Liz Taylor, ainsi que d'autres personnes mystérieuses. Une fois à l'intérieur, il s'injecte de la drogue. Il commence alors à voir ce qu'il pense être des hallucinations, avant de se faire attaquer par le démon de l'addiction. 
John Lowe arrive à l'hôtel Cortez et commence à poser des questions à Iris sur la chambre 64. Elle lui dit qu'elle est vacante, puis demande à sa collègue Liz de l'accompagner à cette chambre. Dans la chambre 64, Gabriel se fait tuer par le démon de l'addiction, qui le sodomise avec un godemiché en forme de foreuse. Pendant ce temps, Sally l'observe, et lui explique que plus il crie, plus le démon aimera, et lui demande de lui dire qu'il l'aime. Gabriel s'exécute avant de mourir. Sally allume une cigarette.
John et Liz discutent dans l'ascenseur, et Liz trouve que John a l'air coincé dans le temps. Liz ouvre la porte à John, qui précise ensuite qu'il ira seul. À l'intérieur, la chambre semble propre et John n'y trouve rien. Il s'allonge sur le lit, puis s'endort, tandis que Gabriel se réveille sous le lit. John est réveillé à 2 h 25 par une alarme, et voit un petit garçon blond qu'il tente de suivre dans le couloir, en vain. 
Elizabeth, la comtesse,  et son amant Donovan se préparent. Ils sortent la nuit pour voir un film en plein air. Ils sont attirés par un couple placé à côté d'eux. Ils rentrent tous les quatre à l'hôtel Cortez. Ils commencent à faire l'amour tous les quatre, avant que Elizabeth et Donovan, armés de leur gants ne leur tranchent la gorge avant de boire leur sang. 
John rentre chez lui et enlace sa fille. Sa femme, Alex, doit partir en urgence. À l'hôtel, Iris rend visite aux deux touristes suédoises qui sont emprisonnées dans des cages lumineuses. Elle leur reproche d'être des droguées, alors que Vendela affirme que ce sont des pilules pour dormir qu'elles avaient avec elle. Iris leur prépare une mixture avec, entre autres, des huîtres et des reins. Elle leur met dans un entonnoir avec un tuyau pour les forcer à avaler. Sally arrive et lui demande d'avoir un peu de compassion pour les jeunes femmes. Iris en a marre, et dit à Sally de le faire elle-même. Sally ouvre la cage de Vendela, et lui dit de courir. Iris la surprend et tente de la rattraper, mais Elizabeth surprend Vendela et lui tranche la gorge. Iris explique qu'elle ne sait pas comment cela est arrivé, et Elizabeth lui dit que ça ne doit pas se reproduire. 
John est au restaurant japonais avec sa fille Scarett. Elle raconte qu'elle a eu un rêve à propos d'une certaine personne. John reçoit un message d'urgence d'Alex, comportant une adresse, à laquelle il se rend en vitesse. Tandis qu'il entre dans la maison, sa fille sort de la voiture. John aperçoit une silhouette, celle de James March. Scarlett entre dans la maison et découvre les corps de deux hommes, pendus et éviscérés. 
En 2010, John, Alex, et leurs enfants Scarlett et Holden étaient à une fête foraine à Santa Monica. Holden a disparu alors qu'il était sur un carrousel. De nos jours, Alex est rentrée chez elle avec John. Elle se demande comment quelqu'un a pu lui envoyer un SMS de son propre portable. Ils pensent qu'ils doivent partir. Alex révèle qu'elle n'est pas en colère contre John pour la disparition d'Holden, mais qu'il lui rappelle trop son fils. 
Marcy, un agent immobilier, accueille le styliste Will Drake et son fils Lachlan à l'hôtel Cortez, qu'il souhaite racheter, au grand dam d'Iris et Liz. Iris s'inquiète d'être mise dehors. Alors qu'ils entrent dans une chambre, Marcy et Will réveillent Donovan, il s'agissait de sa suite. Le jeune homme est énervé et s'en plaint à Elizabeth. Cette dernière connaît le créateur, et lui offre un verre. Will est impressionné par une sculpture et l'hôtel en général. Donovan lui demande où est ce qu'ils sont censés vivre, et Elizabeth lui dit de lui montrer une sculpture dans une autre pièce. Pendant ce temps, Elizabeth dit à Lachlan qu'elle veut lui montrer quelque chose qu'il aimera. Elizabeth raconte à Lachlan qu'elle a vécu à New York il y a quelques années, puis lui montre une pièce, remplie de jeux vidéo, de bonbons, où d'autres enfants jouent. Parmi eux se trouve Holden, qui demande à Lachlan s'il veut jouer. Iris se plaint à Donovan de la vente de l'hôtel. Son fils rétorque qu'elle aurait dû partir il y a déjà longtemps, mais Iris dit qu'elle est là pour lui. Donovan répond qu'elle devrait le laisser. 
Flashback en 1994, où Iris observe Donovan, alors jeune et vêtu de façon débraillée, entrer au Cortez avec Sally. Liz gère l'accueil. Iris entre et demande à Liz dans quel chambre ils se trouvent, mais cette dernière ne lui dit rien. Dans la chambre, Sally s'injecte de la drogue et donne sa seringue à Donovan. Celui-ci, réticent au départ du fait de partager la même aiguille que Sally, finit par se l'injecter. Iris entre dans la chambre et découvre que Donovan est évanoui. Elle tente de faire réagir son fils, en vain. Elle veut que Sally appelle les urgences, mais la junkie ne veut pas. De colère, Iris surprend Sally par derrière et la pousse par la fenêtre. La chanson Hotel California commence. Iris retourne dans la chambre et trouve Elizabeth auprès de Donovan, elle sort les griffes de son gant. 
- Tout comme le premier épisode de Freak Show, cet épisode est d'une durée exceptionnelle de 60 minutes (90 minutes avec les pubs).

### Épisode 2:Défilé de mode
- États-Unis /  Canada : 14 octobre 2015 sur FX / FX Canada
- France : 16 avril 2016 sur Ciné+ Frisson
  - 13 juillet 2022 sur Disney+
- Québec : 21 mai 2018 sur AddikTV

- États-Unis : 4,06 millions de téléspectateurs[4] (première diffusion)

Sally ouvre un matelas dans lequel elle a enfermé Gabriel. Il lui dit qu'elle a menti et qu'il n'est pas libre. La jeune femme rétorque qu'il ne peut pas tromper la mort. Agnetha crie à l'aide, tandis qu'elle se fait boire le sang par les enfants de la Comtesse. Elle meurt, et Iris, avec l'aide de Liz, l'envoie dans le vide-ordures, tandis que Miss Evers, la gouvernante, récupère les draps.
Dans un sous-sol, le corps d'Agnetha rejoint les autres. Iris récupère du sang des enfants via des perfusions, et l'emmène à Elizabeth. Donovan se cache pour échapper à sa mère, et la Comtesse lui reproche de la faire souffrir. Ils partagent un verre de sang. Elizabeth part chasser d'autres personnes. 
Alex examine un enfant chez lui, appelée par sa mère. Il a la rougeole, mais la mère ne semble pas inquiète. Alex l'avertit et lui donne le traitement. 
À l'hôtel, John est réveillé par l'alarme de sa chambre. La télé s'est allumée toute seule. Miss Evers lui demande s'il a besoin de quelque chose. Il se rend à la salle de bain, et est alerté par des bruits étranges. Il découvre deux morts-vivants faisant l'amour dans la douche. Il se réveille de ce qui semble avoir été un rêve, mais est toujours alerté par des bruits. John reconnaît Holden et le suit dans les couloirs de l'hôtel. Il finit sa course dans le hall, mais ne trouve pas son fils. Sally lui demande s' il cherche quelqu'un, John lui répond que non. Sally et Liz lui offrent un Ginger Ale. Sally explique qu'elle a écrit une chanson avec Patti Smith. Elle décrit que se droguer est comme être au paradis, mais qu'elle s'est perdue en essayant d'être de mieux en mieux en se droguant. Elle pense que John est comme elle, et qu'il cherche la lumière. Sally veut que le détective lui parle de la dernière fois où il a bu. Il raconte alors l'histoire d'un homme qui a tué ses enfants puis s'est abattu d'une balle dans la tête. Voir cette famille morte lui a rappelé la sienne, et il a bu pour oublier. Mais c'est pour ça qu'il a perdu son fils, selon lui. Sally commence à lui caresser la joue, mais John préfère partir. 
Au commissariat, John reçoit un courrier venant de l'hôtel Cortez. Il pense que c'est une bombe à l'intérieur, mais il s'agit en fait d'une statuette. 
À l'hôtel, Will accueille Claudia, rédactrice de mode, à son défilé. Ils se présentent auprès de John, qui attend Scarlett. Will propose à John de faire passer du temps à Scarlett avec son fils Lachlan. Sally est évincée du défilé et fait une scène sous les yeux de Scarlett. Scarlett dit à Lachlan qu'il s'agit de son premier défilé. La Comtesse et Donovan prennent place au premier rang sous les yeux des invités. Le défilé commence. Un des mannequins, Tristan, se drogue et se rend enfin sur le podium en buvant un verre. Scarlett et Lachlan s'échappent. Tous les regards sont braqués sur Tristan, et Elizabeth semble particulièrement attirée par le jeune mannequin. Il commence à draguer les femmes présentes dans le public, et également un homme. Suite a ça, l'homme veut se battre avec lui, mais Tristan croise le regard d'Elizabeth, et finit par simplement narguer l'homme. Donovan est jaloux. En colère, Will va voir Tristan et lui dit de se calmer car le show n'est pas fini. Tristan s' ouvre alors la joue avec un bout de verre et lui dit que pour lui, si: il en a terminé avec le mannequinat. 
Lachlan emmène Scarlett voir les cercueils des enfants d'Elizabeth. Tristan cherche de la drogue dans la chambre d'Elizabeth et Donovan mais est surpris par ce dernier. Donovan le menace d'appeler la police mais Tristan s'en fiche. Donovan l'attaque, et déclare qu'il s'était promis de rester éloigné des junkies, mais décide de faire une exception et lèche le sang de sa blessure. Donovan est interrompu par Elizabeth qui lui dit de le laisser partir. Dans l'ascenseur, Tristan se retrouve coincé à un étage, et décide de sortir. L'étage est dans le noir. Il trouve un sandwich qu'il commence à manger mais celui-ci est rempli d'asticots. Il entre dans une chambre où il fouille et vole des bijoux. Il est interrompu par James March, le créateur de l'hôtel. L'homme lui dit qu'ils sont pareils : ils veulent tous les deux la fortune et la célébrité mais aucune de ces deux choses n'arrive pour eux. James va lui montrer ce dont il rêve. Miss Evers lui amène une prostituée et James demande à Tristan de l'abattre d'une balle dans la tête, mais il refuse, et James le fait à sa place. Elizabeth rattrape Tristan alors qu'il tentait de s'enfuir. 
Scarlett retourne à l'endroit des cercueils, mais ceux-ci sont vides. Elle cherche alors les enfants, et finit par trouver la salle de jeux, où se trouve Holden. La petite fille montre des photos d'eux à son frère. Cependant, Scarlett se demande pourquoi il n'a pas grandi. Elle veut qu'il rentre à la maison mais Holden déclare que c'est ici sa maison. Scarlett souhaite prendre une photo avec son frère mais il commence à vouloir lui sucer le sang. La petite s'enfuit en courant, mais Sally la rattrape et fait tomber ses dents pour l'effrayer. Scarlett rentre chez elle en bus, où la police la recherche. John et Alex sont rassurés de la revoir. Elle explique qu'Holden est à l'hôtel, mais John affirme qu'il est mort. Scarlett est énervée car ses parents ne la croient pas. Alex ne veut pas que tout recommence. 
Dans sa chambre, Elizabeth a fait rajeunir Tristan. Il n'a plus de cicatrice, ni de points noirs, et paraît plus jeune. Ils finissent par faire l'amour. Elle lui explique qu'ils n'ont pas de dents de vampires, et qu'ils boivent le sang en coupant leurs victimes. Il ne doit pas boire le sang des morts, et éviter les maladies. À présent, il n'y a rien qu'il ne puisse faire, il faut juste qu'il ne se fasse pas prendre et qu'il ne tombe pas amoureux. La Comtesse explique qu'elle a 101 ans, elle est née en 1904. L'homme qui l'a transformée ressemblait à Tristan. Elle adorait les années 70, et raconte son ancienne vie. Donovan les interrompt et dit à Tristan qu'il ne tiendra pas une semaine. Le jeune homme ne comprend pas qu'Elizabeth a transformé Tristan qui, pour lui, n'est qu'un pauvre mannequin accro à la coke et prétentieux. Elizabeth rétorque que lui-même était un drogué qui a fait une overdose. Donovan lui dit qu'il l'aime, mais Elizabeth lui dit de partir. Donovan lui demande comment c'était pour elle de transformer Tristan, et elle répond que ça a été l'un des moments les plus érotique de sa vie. 
John arrête Iris pour kidnapping. Il sait que quelque chose de bizarre se passe à l'hôtel même s'il n'a rien vu. Iris veut qu'il lui enlève les menottes avant de lui dire quoi que ce soit. Iris lui raconte l'histoire de Mr March, un maniaque de l'architecture. 
En 1925, Mr March fait construire l'hôtel, avec de nombreux couloirs secrets et voies sans issues. Il décide de s'expliquer à un membre de l'équipe, qui trouve ses plans étranges et le conduit à l'étage. Il finit par lui transpercer la gorge avec un pic, et envoie le corps dans le vide-ordures. Il y a également des chambres de torture, mais aucune issue. Il enferme une femme dans un mur de briques, et griffe une femme à mort avec des pics en fer en lui faisant l'amour. Miss Evers, sa gouvernante, l'aide à se débarrasser des corps et à nettoyer les draps. La police retrouve des corps mutilés, entourés de bibles, signés 'JPM'. Puis, James finit par se débarrasser des corps dans de l'acide. Alors que la police arrive, James March laisse à Miss Evers le choix de l'arme pour la tuer, puis se tuer lui-même. Il la tue d'une balle dans la tête avant de se trancher la gorge. 
De retour au présent, John pense qu'Iris a inventé toute cette histoire. Elle finit par lui dire que la chambre 64 était le bureau de Mr March. Au commissariat, John consulte le dossier de James March. Il comprend le lien entre les meurtres et les dix commandements. 

### Épisode 3:Maman Chérie
- États-Unis /  Canada : 21 octobre 2015 sur FX / FX Canada
- France : 23 avril 2016 sur Ciné+ Frisson
  - 13 juillet 2022 sur Disney+
- Québec : 28 mai 2018 sur AddikTV

- États-Unis : 3,202 millions de téléspectateurs[5] (première diffusion)

- Finn Wittrock (Tristan Duffy)
- Mare Winningham (Miss Evers)
- Naomi Campbell (Claudia Bankson)
- Max Greenfield (Gabriel)
- Richard T. Jones (Inspecteur Hahn)
- Mädchen Amick (Mme Ellison)
- Roxana Brusso (Dr. Kohan)
- David Naughton (Mr Samuels)
- Lennon Henry (Holden Lowe)
- Lyric Lennon (Lachlan Drake)

Tristan sort d'un ascenseur, et cherche James March. Après avoir trouvé le tueur en série, ce dernier présente à Tristan un placard où il laissait les gens agoniser. James demande à Tristan de rouvrir tous les lieux de meurtres de l'hôtel qu'il a fondé.
Will fait visiter l'hôtel à Claudia, mais les deux tombent sur Tristan dans l'une des chambres. Le créateur exige que Tristan s'en aille, mais remarque ensuite qu'il n'a plus sa cicatrice. Plus tard, James et Miss Evers disent à Tristan qu'ils pensaient que l'hôtel était inoccupé. Tristan déclare qu'il va s'occuper de les éliminer. 
L'enfant dont Alex s'était occupé quelques jours plus tôt est toujours gravement malade, elle le fait donc hospitaliser. En voix off, elle raconte qu'elle a voulu devenir pédiatre en raison d'une enfance malheureuse. Elle se remémore également sa joie lorsque Holden est né, et l'amour qu'elle éprouvait pour son enfant, qui était plus fort que celui qu'elle éprouvait pour John ou même Scarlett. Après sa disparition, Alex a fait une tentative de suicide en s'ouvrant les veines dans la baignoire, mais fut secourue par John. La famille Lowe est en thérapie, et le sujet principal est l'histoire de Scarlett qui raconte avoir retrouvé son frère. Cependant, le doute s'installe dans l'esprit des parents lorsque la fillette déclare qu'il sentait la lavande, ce qu'Alex avait remarqué. 
Dans sa chambre d'hôtel, Claudia s'apprête à dormir. Elle est réveillée par des bruits : Gabriel se sort du matelas pour l'étrangler et la poignarder avec un pic à glace. John se rend sur une scène de crime où des journalistes ont vu leurs langues coupées ou clouées au bureau. Il est obligé de retourner à l'hôtel lorsque Gabriel demande du secours. Tristan va voir Will dans sa chambre d'hôtel. Le jeune homme s'excuse et commence à séduire Will afin de le tuer. Les deux hommes commencent à s'embrasser et Tristan sort un pic pour le poignarder, mais Elizabeth lui fait signe de sa désapprobation dans l'encolure de la porte.
Gabriel est mené aux urgences, mais a seulement le temps de dire que Sally est responsable de ce qu'il lui arrive avant de mourir. De retour à l'hôtel, John interroge Sally qui élude ses questions, mais évoque les 'dix commandements'. Il finit par la menotter. Dans l'ascenseur, Sally tente de le séduire, et le démon de l'addiction fait des apparitions dans le noir, avant de disparaître avec Sally, laissant John seul. Iris, quant à elle, veut partir avec Donovan et a fait quelques recherches pour trouver un endroit où vivre mais Donovan ne veut pas. Il insiste qu'il la déteste depuis que son père est parti, ce qu'il considère comme la faute de sa mère. Le jeune homme veut partir ce soir, sans elle. Iris déplore qu'elle n'est rien sans son fils, et Donovan lui conseille alors de se suicider. Le soir même, Donovan boit le sang d'une jeune junkie, et veut attaquer une femme, qui lui met un coup de taser. Alex présente les papiers du divorce à John. Elle veut se séparer de son mari pour le bien de Scarlett, ce qui met John en larmes. En repartant de l'hôtel, elle tombe sur Holden dans un couloir.

### Épisode 4:La Nuit du Diable
- États-Unis /  Canada : 28 octobre 2015 sur FX / FX Canada
- France : 23 avril 2016 sur Ciné+ Frisson
  - 13 juillet 2022 sur Disney+
- Québec : 4 juin 2018 sur AddikTV

- États-Unis : 3,045 millions de téléspectateurs[6] (première diffusion)

Ce quatrième épisode, placé sous le signe d'Halloween commence par l'arrivée d'un nouveau client à l'Hôtel Cortez qui n'est rien d'autre qu'un ami de M. March, le fondateur de l'hôtel mais aussi tueur en série. Ce dernier client arrive donc et dit ne pas avoir besoin de clé pour sa chambre. On l'aperçoit quelques secondes après se faufiler dans la chambre d'autres clients de l'hôtel en train de dormir. Il prend une lampe et tue littéralement le mari et la femme se réveille en hurlant. Le tueur l'empêche de hurler et lui dit qu'elle devait jurer devant Satan sinon elle mourra également. Elle le jure mais aperçoit le visage de son mari défiguré et hurle à nouveau. Il décide donc de l'étrangler mais elle réussit à s'échapper et s'enfuit dans les couloirs de l'hôtel. Elle aperçoit immédiatement le fondateur de l'hôtel qui l'attrape et demande au nouveau client de l'hôtel de la tuer pour de bon. 
Alex, qui a perdu son fils il y a des années, le retrouve dans l'hôtel et décide de le ramener chez elle. Le petit garçon ne se souvient ni d'elle, ni de la maison. Elle disparaît quelques minutes à la cuisine pour aller lui chercher un rafraîchissement et quand elle revient, elle lâche le verre rempli de jus de fruits par terre en apercevant son fils accroupi en train de dévorer leur chien. Le petit garçon lui demande alors de voir sa maman, elle lui répond que c'est bel et bien elle mais ce dernier lui demande de voir sa "vraie" maman. Elle le ramène donc à l'hôtel en le suivant et arrive dans une pièce sombre que sa petite fille avait déjà visitée et dont elle lui avait déjà fait la description. Piscine vide, cercueils pour enfants... Elle aperçoit son fils une dernière fois se dirigeant vers un petit cercueil ouvert, s'installer dedans et voit le couvercle se refermer sur lui. La Comtesse Elizabeth est derrière elle en train de la regarder, voyant ses yeux médusés de voir son fils ainsi. Elle lui propose donc de répondre à toutes les questions qui la préoccupent. Elles s'en vont s'installer toutes les deux dans la chambre luxueuse et spacieuse de la Comtesse. Cette dernière tente de lui faire comprendre que beaucoup d'enfants sont arrivés ici car elle devait les sauver d'un virus dont ils avaient été infectés. La mère, furieuse, sort un revolver de son sac à main et le pointe vers la Comtesse qui tente de la dissuader de vouloir reprendre son enfant puisqu'il n'y a aucun remède à sa maladie. La mère, furieuse, s'enfuit en proclamant qu'elle appellera la police mais en franchissant la porte, Tristan Duffy, le fameux mannequin et compagnon à temps partiel de la Comtesse, frappe Alex qui tombe au sol mais la richissime femme ordonne à ce dernier de la laisser partir.
John, quant à lui, est invité à participer à la « Nuit du Diable ». Il dîne alors avec James Patrick March et ses invités, tous des tueurs en série célèbre. March explique que c'est lui qui leur a enseigné leur art. Miss Ever amène ensuite une nouvelle victime, un homme drogué, à qui Jeffrey Dahmer perce le crâne avec une perceuse. John lui tire dessus pour l'en empêcher mais les fantômes ne craignent pas les balles. Sally amène alors un homme, qu'elle a séduit plus tôt, pour que les tueurs se défoulent. Ils sont cependant déçus que John ne se joigne pas à eux. Sally lui affirme ensuite qu'il hallucine à cause de l'absinthe.

### Épisode 5:Service d'étage
- États-Unis /  Canada : 4 novembre 2015 sur FX / FX Canada
- France : 30 avril 2016 sur Ciné+ Frisson
  - 13 juillet 2022 sur Disney+
- Québec : 11 juin 2018 sur AddikTV

- États-Unis : 2,867 millions de téléspectateurs[7] (première diffusion)

- Finn Wittrock (Tristan Duffy)
- Mädchen Amick (Mme Ellison)
- Darren Criss (Justin)
- Robert Knepper (Lieutenant)
- Jessica Lu (Babe)
- Lennon Henry (Holden Lowe)
- Benton Jennings (Butter Graves)
- Kristen Ariza (Mme Pritchard)
- Mouzam Makkar (Nurse Leena)

Iris et son fils Donovan rencontrent Ramona, l'ancienne amante de la comtesse, en pleine nuit dans sa demeure et discutent du plan qu’ils sont en train d’élaborer pour se venger d’Elizabeth et utiliser Iris comme taupe pensant qu’il ne viendrait jamais à l’idée de la Comtesse de la soupçonner. 
Pendant ce temps, Alex rend visite à Max, son jeune patient, à l’hôpital. Il se trouve être dans un état critique à cause de la rubéole. Alex se sent triste de ce qui lui arrive et décide de l’infecter. À la suite de cela, le lendemain, Max vampirise ses parents avant d’attraper le bus de l’école qui l’emmène pour la journée d’Halloween. Commence alors la dispersion du virus par ses soins en embrassant une de ses amies et en lui mordant la lèvre par la même occasion. Les enfants infectés par le virus tuent et se nourrissent de plusieurs enseignants et quand la police arrive, les enfants-vampires mentent et prétendent qu’il s’agissait d’une attaque perpétrée par un homme masqué. 
Dans son lit à l’hôtel Cortez, le détective John Lowe se réveille avec Sally à ses côtés. Celle ci avance qu’il l’aurait pratiquement traîné dans sa chambre depuis le bar, pour finalement coucher ensemble, ce que John nie avant de quitter la chambre en laissant Sally seule. Arrive par la suite à la réception un couple de hipsters (Darren Criss et Jessica Lu) qui commencent à irriter particulièrement Iris qui reçoit un soutien de Liz qui lui dévoile comment elle est devenue une employée de cet hôtel. À bout de nerfs face au comportement outrancier des deux jeunes locataires arrivés plus tôt et à la suite de leurs demandes exaspérantes, Iris les assassine brutalement et s’en nourrit aussitôt dans un accès de rage. Iris remercie ensuite Liz pour l’avoir inspiré et les deux amènent ensuite les deux corps dans le vide-ordures dédié aux cadavres puis finissent par terminer le vin que les clients avaient commandé auparavant. Avant de continuer, Iris finit par remercier Liz en lui disant qu’elle n’avait jamais vraiment appris à vivre avant de mourir. 

### Épisode 6:Chambre 33
- États-Unis /  Canada : 11 novembre 2015 sur FX / FX Canada
- France : 30 avril 2016 sur Ciné+ Frisson
  - 13 juillet 2022 sur Disney+
- Québec : 18 juin 2018 sur AddikTV

- États-Unis : 2,637 millions de téléspectateurs[8] (première diffusion)

L’épisode commence par un flashback en 1926 dans la Murder House de la saison 1. Le Dr. Charles Montgomery (Matt Ross) rencontre Elizabeth pour procéder à un avortement. Ce faisant, le bébé supposément âgé de 3 semaines attaque l’infirmière qui assistait le docteur pendant l’opération. Lorsque Elisabeth se réveille, il lui tend le bébé en lui annonçant qu’elle vient juste de donner naissance à un garçon. 
Retour dans le présent, on découvre qu’ Elizabeth garde toujours son enfant dans la chambre 33. Holden mène John jusqu’à la chambre de sommeil où il découvre Alex dans le cercueil et s’évanouit en la voyant. Plus tard, John finit par regagner sa maison pour être avec Scarlett. Pendant ce temps à l’hôtel, Donovan est de retour avec Ramona et Iris avec un plan pour assassiner les enfants d’Elizabeth. Toutefois, Donovan finit par gagner les appartements de la Comtesse dans l’espoir de l’apercevoir mais rencontre alors Agnatha et Vendela (les deux touristes Scandinaves du premier épisode) et tous trois ont une petite conversation sur le fait de « trouver son but » dans l’hôtel après être morts.
Dans une des chambres, Liz Taylor et Tristan entament une relation mais Liz s’inquiète de la réaction qu’aura Elizabeth si elle les découvre. Liz finit par le lui avouer et demande à la Comtesse sa permission pour le garder étant donné que les deux s’aiment. 
Mais la Comtesse n'accepte pas de partager, et tue Tristan.

### Épisode 7:La lueur
- États-Unis /  Canada : 18 novembre 2015 sur FX / FX Canada
- France : 7 mai 2016 sur Ciné+ Frisson
  - 13 juillet 2022 sur Disney+
- Québec : 25 juin 2018 sur AddikTV

- États-Unis : 2,637 millions de téléspectateurs[9] (première diffusion)

Deux personnages macabres sont découverts dans l'un des couloirs barricadés de l'Hôtel Cortez . 
En 1925, à Los Angeles, la jeune Elizabeth entretient une relation amoureuse triangulaire avec l'acteur Rudolph Valentino et sa compagne, Natacha. 
Mais Valentino meurt prématurément et par dépit, Elizabeth épouse James March. 
Valentino apparaît plus tard et explique qu'il a truqué sa mort et lui parle de son immortalité.
Il transforme ensuite Elizabeth, mais March jaloux emmure Valentino et Natacha dans le couloir, la veille du jour où ils avaient prévu de partir en Europe avec Elizabeth. 

### Épisode 8:Le Tueur aux Dix Commandements
- États-Unis /  Canada : 2 décembre 2015 sur FX / FX Canada
- France : 7 mai 2016 sur Ciné+ Frisson
  - 13 juillet 2022 sur Disney+
- Québec : 2 juillet 2018 sur AddikTV

- États-Unis : 2,31 millions de téléspectateurs[10] (première diffusion)

Juste après la mort de Wren, John se rend à l’hôtel Cortez et exige de savoir qui est réellement le tueur aux Dix Commandements. Sally l’emmène jusqu'à la chambre 64 et lui révèle une porte cachée menant à une pièce secrète construite par March plusieurs décennies auparavant. La pièce contient plusieurs cloches de verre abritant chacune une partie de corps humain. C’est alors que John commence à avoir des réminiscences jusqu’à ce que Sally finisse par lui révéler qu’il est en fait lui-même l’auteur de ces meurtres. Réalisant ce qu’il a fait, John va à la morgue et avoue à son coéquipier ce qu’il a fait. Et c’est à travers une série de retours en arrière qu’il est révélé que John a en fait visité le Cortez pour la première fois en 2010 et qu’il est entré en contact avec March, ce dernier ayant à ce moment-là décidé que John était celui qui devait continuer son « œuvre ». Afin de le faire totalement vivre dans son monde ténébreux, March convainc la Comtesse de kidnapper Holden. Anéanti à la suite de l’enlèvement de son fils, John se rend auprès de Martin Gamboa, un violeur d’enfants qu’il a repéré au Cortez et le tue froidement. Pris de remords, John se pend dans sa chambre d’hôtel sous le regard impassible de Sally mais March le sauve en expliquant clairement à Sally qu’elle pourra avoir John une fois seulement que celui-ci aura accompli sa mission intégralement. On apprend à ce moment-là que March et Sally ont un pacte, il la protège d’une entité fantomatique qu’elle aurait invoqué. 

### Épisode 9:Le Mariage
- États-Unis /  Canada : 9 décembre 2015 sur FX / FX Canada
- France : 14 mai 2016 sur Ciné+ Frisson
  - 13 juillet 2022 sur Disney+
- Québec : 9 juillet 2018 sur AddikTV

- États-Unis : 2,142 millions de téléspectateurs[11] (première diffusion)

Elizabeth fait le point sur sa situation actuelle et réalise qu’elle ne peut ouvrir ses bras qu’à ceux qu’elle peut aimer, et se met en quête de Valentino et Natacha. Elle planifie la rénovation du Cortez en abri contre le monde moderne pour elle et Rudy, mais seulement une fois qu’elle aura tué Will. Alex de son côté réussit à localiser les enfants atteints du virus responsables du massacre de l’école pendant Halloween. Elle est confrontée aux multiples cadavres des parents des enfants avant d’inviter ces derniers à se réfugier au Cortez, ce qu’ils refusent et s’enfuient. Pendant ce temps, Donovan dit à Ramona qu’ils doivent accélérer leurs plans de vengeance étant donné qu’Elizabeth et Will doivent se marier le soir même. Tandis que Ramona s’apprête à poignarder Elizabeth après que Donovan ait drogué son verre, Donovan la trahit et l’enferme dans le couloir abandonné que March avait muré, à l’intérieur d'une cage en néons. 

### Épisode 10:Vengeance!
- États-Unis /  Canada : 16 décembre 2015 sur FX / FX Canada
- France : 14 mai 2016 sur Ciné+ Frisson
  - 13 juillet 2022 sur Disney+
- Québec : 16 juillet 2018 sur AddikTV

- États-Unis : 1,846 million de téléspectateurs[12] (première diffusion)

Liz tente désespérément de retrouver la trace de son fils qu'elle n'a pas vu depuis plus de 30 ans. Son amie, Miss Evers, la femme de chambre, lui offre cette opportunité. Quelque temps plus tard, il se retrouve dans l'Hôtel et Liz tente le tout pour le tout de lui annoncer qu'il est bel et bien son père. 
Quant à l'inspecteur John Lowe, il se retrouve coincé entre la relation charnelle qu'il entreprend avec Sally et sa relation sérieuse avec sa femme Alex. Il retrouve également son fils, Holden. Malgré les problèmes qu'Alex a créés après avoir infecté Max, le petit garçon atteint de la rougeole, ils s'enfuient tous les trois loin de l'Hôtel même après la mise en garde de la Comtesse qui est de régler cette histoire d'infection, problème survenu à la suite des nombreux meurtres ayant été commis par les enfants, eux-mêmes contaminés par Max. Alex doit régler ce problème sinon la Comtesse les tuera, elle et Holden. 

### Épisode 11:Battle Royale
- États-Unis /  Canada : 6 janvier 2016 sur FX / FX Canada
- France : 21 mai 2016 sur Ciné+ Frisson
  - 13 juillet 2022 sur Disney+
- Québec : 23 juillet 2018 sur AddikTV

- États-Unis : 1,836 million de téléspectateurs[13] (première diffusion)

- Mare Winningham (Hazel Evers)
- Gabourey Sidibe (Queenie)
- Josh Pence (Nick Harley)
- Lindsay Pulsipher (Tina Black)
- Shree Crooks (Scarlett Lowe)
- Lennon Henry (Holden Lowe)

Liz et Iris tentent de tuer la Comtesse, et si celle-ci se prend plusieurs balles, c'est Donovan qui est mortellement touché. Il se précipite sur elle pour la protéger des balles, ce qui fait arrêter les tirs d'Iris et Liz, désemparées. Agonisant, Donovan les supplie de lui faire quitter l'hôtel, afin qu'il n'y reste pas piégé en tant que fantôme pour toujours. La comtesse disparue derrière une mare de sang, elles s’exécutent, et permettent à Donovan de mourir devant l'hôtel. De son côté, la Comtesse est recueillie par Sally, qui la soigne et recoud ses plaies dans un lieu sordide, loin dans les recoins du Cortez. Sally en profite pour lui raconter son histoire, sa folle histoire d'amour avec deux chanteurs mêlant sexe et drogues. Ils se rendent tous les trois dans une suite du Cortez, et, obsédée par l'idée de ne jamais plus être abandonnée, Sally a une idée sordide. Assommés par la drogue, elle se coud la peau à celle de ses amants, tout aussi euphoriques qu'elle, malgré les cris de douleurs que les coups d'aiguilles provoquent. Son travail achevé, Sally crie sa joie mais s’aperçoit que les deux chanteurs font une overdose. C'est le début d'un cauchemar pour Sally qui va rester cousue aux cadavres de ses amants pendant 5 jours, au bout desquels la douleur la rend folle et lui fait arracher les fils, provoquant sa mort. 
En échange de ses soins, elle demande à la Comtesse de ramener John au Cortez et de l'y tuer afin qu'il reste bloqué dedans avec elle pour toujours, ce que la Comtesse accepte. John, quant à lui, est de retour chez lui avec sa femme et ses enfants, et organise des meurtres discrets pour nourrir Alex et Holden. Au Cortez, Iris fait le deuil de son fils. Liz et elle sont déterminées à achever la Comtesse, et décident de libérer de sa prison la seule personne capable d'en venir à bout, Ramona. D'abord méfiante, celle-ci accepte en échange d'un meurtre qu'elle doive commettre pour recouvrer ses forces. Liz et Iris orientent une nouvelle cliente vers une chambre où l'attend Ramona, mais le combat s'avère plus compliqué que prévu quand elle découvre que la cliente est une puissante sorcière, Queenie, qui ne craint pas la douleur. Ramona est sauvée par Patrick March, qui en sa qualité se fantôme, ne craint pas la magie, et poignarde la sorcière pour que Ramona s'en nourrisse. March demande à son tour une faveur à Ramona : tuer la Comtesse à l'intérieur de l'hôtel Cortez, pour qu'ils soient ensemble à jamais.

### Épisode 12:Les Fantômes de l'hôtel
- États-Unis /  Canada : 13 janvier 2016 sur FX / FX Canada
- France : 21 mai 2016 sur Ciné+ Frisson
  - 13 juillet 2022 sur Disney+
- Québec : 30 juillet 2018 sur AddikTV

- États-Unis : 2,245 millions de téléspectateurs[14] (première diffusion)

Liz s’interroge sur la manière de réinventer l’hôtel Cortez maintenant qu’elle et Iris le dirigent. Mais elles se lamentent des problèmes engendrés par les fantômes sanguinaires et des cadavres qu’ils laissent derrière eux et décident d’agir avant que plus personne ne veuille séjourner à l’hôtel. Sally et Will refusent l’idée d’arrêter les meurtres mais March approuve l’idée. 

## Anecdotes
- L'hôtel Cortez est inspiré d'un véritable hôtel où se sont déroulés de nombreux meurtres, le World's Fair Hotel, qui fut construit à Chicago par le médecin tueur en série Herman Webster Mudgett (16 mai 1861 - 7 mai 1896), plus connu sous le nom du Dr Henry Howard Holmes, à l'occasion de l'Exposition universelle de 1893. Les habitants de Chicago surnommèrent l'imposante bâtisse The Castle (le Château). Il fut l'un des premiers tueurs en série documentés, dans le sens moderne du terme. Il confessa vingt-sept meurtres, mais le nombre de ses victimes pourrait s'élever à plus de deux cents. Il fut exécuté par pendaison à l'âge de 34 ans.
- La saison a aussi été inspirée par l'étrange mort d'Elisa Lam dans l’hôtel Cecil a Los Angeles en 2013.
- Dès le premier épisode de la saison, nous pouvons constater que Shining est l'un des films dont se sont inspirés les réalisateurs. En plus du fait que ce soit un grand hôtel style Art Deco hanté et ressemblant à un labyrinthe tout comme l'Overlook ; la preuve la plus flagrante est la moquette quasiment identique du film Shining se trouvant dans l'hôtel Cortez.

## Remarques
- Il s'agit de première saison de la franchise sans l'actrice Jessica Lange.